# Lijst van personen overleden in 1956
Dit is een lijst van personen die zijn overleden in 1956.

## Januari

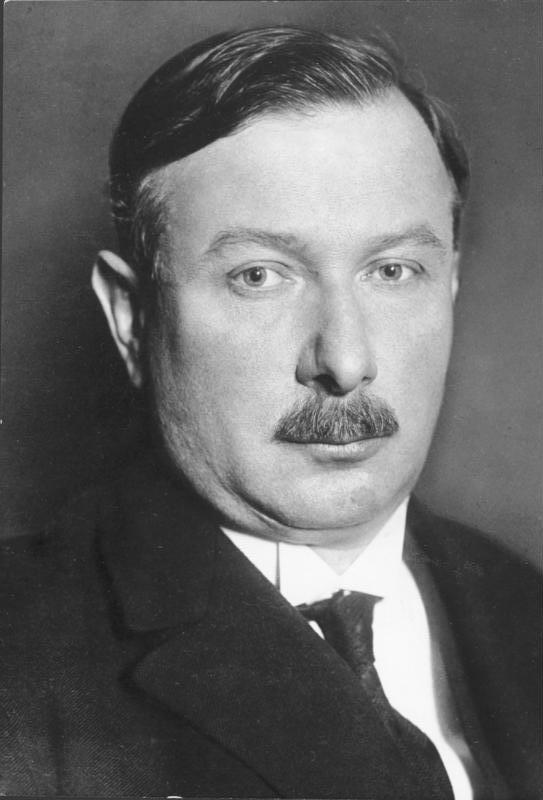
Joseph Wirth
3 januari

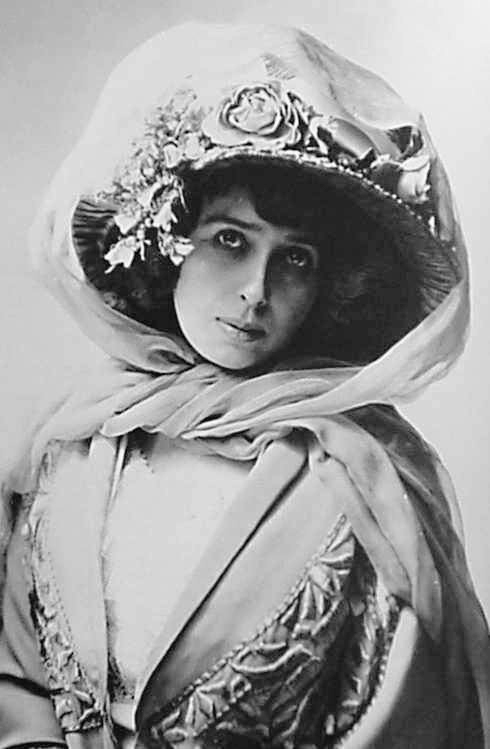
Mistinguett
5 januari

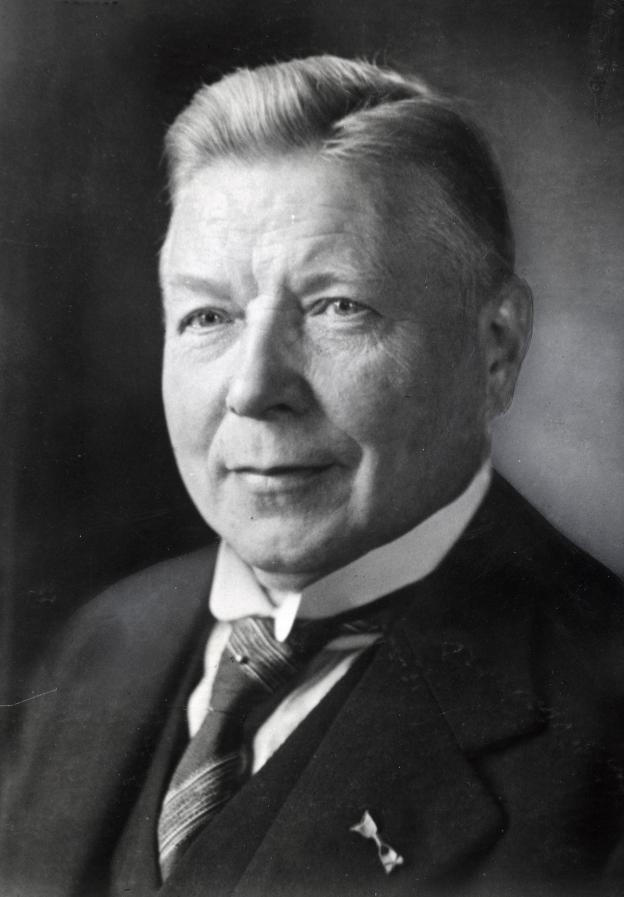
Jacob Adriaan de Wilde
10 januari

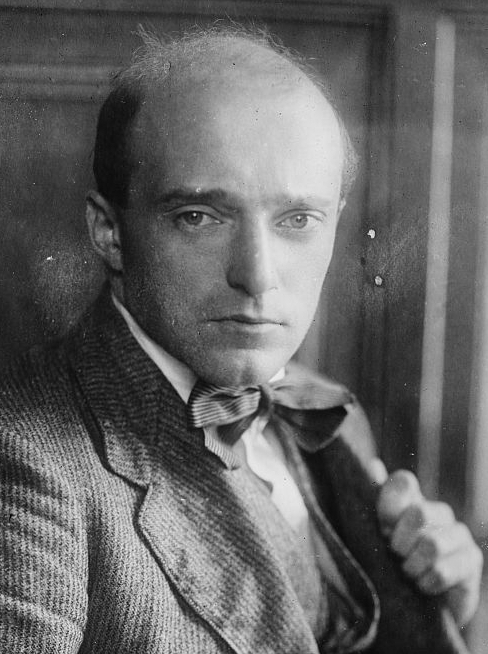
Erich Kleiber
27 januari

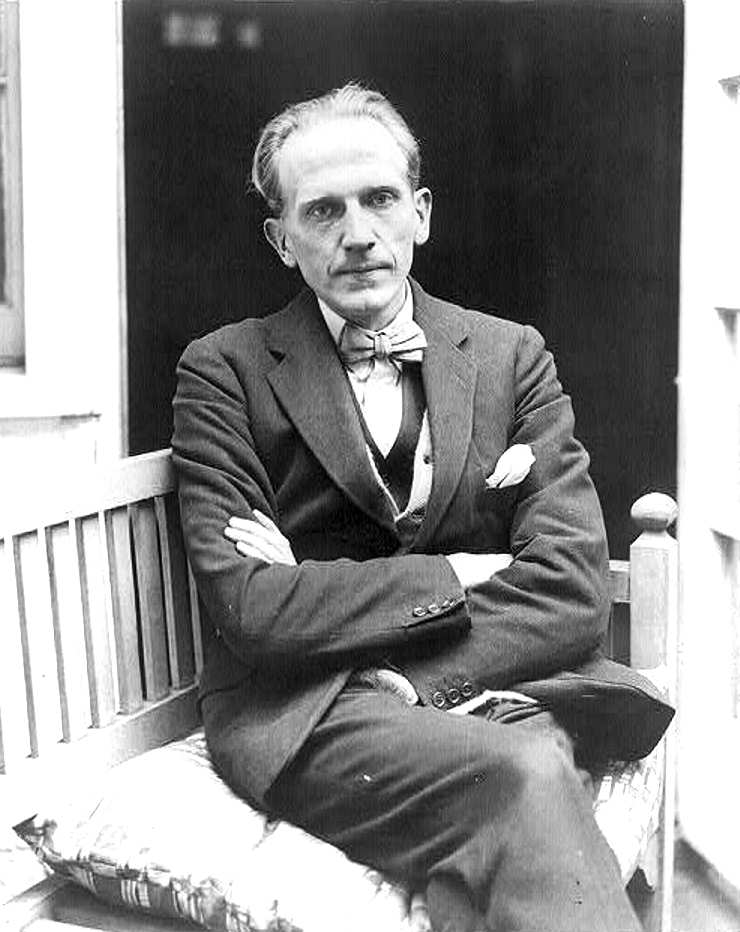
A.A. Milne
31 januari

| 1 | 2 | 3 | 4 | 5 | 6 | 7 | 8 | 9 | 10 | 11 | 12 | 13 | 14 | 15 | 16 | 17 | 18 | 19 | 20 | 21 | 22 | 23 | 24 | 25 | 26 | 27 | 28 | 29 | 30 | 31 |
| - | - | - | - | - | - | - | - | - | -- | -- | -- | -- | -- | -- | -- | -- | -- | -- | -- | -- | -- | -- | -- | -- | -- | -- | -- | -- | -- | -- |

### 3 januari
- Anne Albarda (55), Nederlands burgemeester
- Aleksandr Gretsjaninov (91), Russisch componist
- Arturo Tosi (84), Italiaans kunstschilder
- Joseph Wirth (76), Duits rijkskanselier

### 4 januari
- Jules De Keersmaecker (84), Belgisch politicus
- Max Buchholz (80), Duits elektrotechnicus

### 5 januari
- Mistinguett (80), Frans actrice en zangeres
- Hartman Sannes (65), Nederlands historicus en schrijver

### 6 januari
- Timon Henricus Fokker (75), Nederlands diplomaat

### 8 januari
- Jim Elliot (28), Amerikaans zendeling
- Pete Fleming (29), Amerikaans zendeling
- Greenleaf Pickard (78), Amerikaans radiopionier en uitvinder

### 9 januari
- Julius Herman Boeke (71), Nederlands econoom en rechtsgeleerde
- Pieter Losecaat Vermeer (67), Nederlands rechtsgeleerde

### 10 januari
- Henk Bremmer (84), Nederlands kunstschilder
- Jacob Adriaan de Wilde (76), Nederlands politicus

### 12 januari
- John Rädecker (70), Nederlands beeldhouwer en kunstschilder

### 13 januari
- Charles Brune (64), Frans politicus
- Lyonel Feininger (84), Amerikaans kunstschilder
- Dagmar Möller (89), Zweeds zangeres

### 16 januari
- Jean-Baptiste Junion (65), Belgisch politicus

### 17 januari
- Frans Uijen (77), Nederlands politicus en burgemeester

### 18 januari
- Marthe de Kerchove de Denterghem (78), Belgisch feministe
- Konstantin Päts (81), president van Estland

### 21 januari
- Felipe Sánchez Román (62), Spaans politicus
- Carel Wessel Theodorus van Boetzelaer van Dubbeldam (82), Nederlands politicus

### 22 januari
- Franciscus Hermanus Bach (90), Nederlands kunstschilder

### 23 januari
- Alexander Korda (62), Hongaars-Brits filmregisseur

### 27 januari
- Erich Kleiber (65), Oostenrijks dirigent

### 29 januari
- H.L. Mencken (75), Amerikaans schrijver

### 30 januari
- Gerrit Mannoury (88), Nederlands wiskundige
- Charles Taylor (87), Amerikaans luchtvaartpionier

### 31 januari
- Oscar Bossaert (68), Belgisch politicus
- A.A. Milne (74), Brits schrijver
- Jan Tiele (71), Nederlands kunstschilder

## Februari

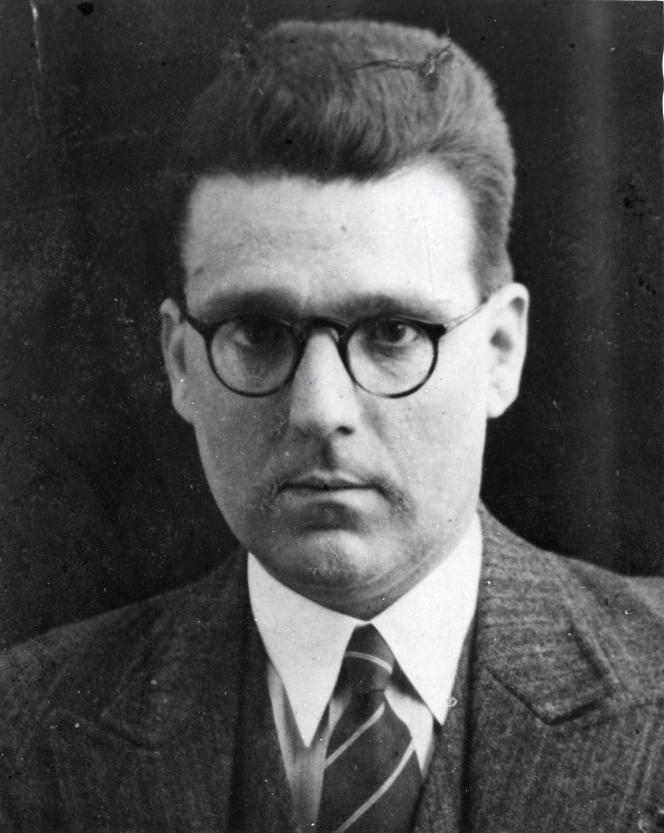
L.A. Donker
4 februari

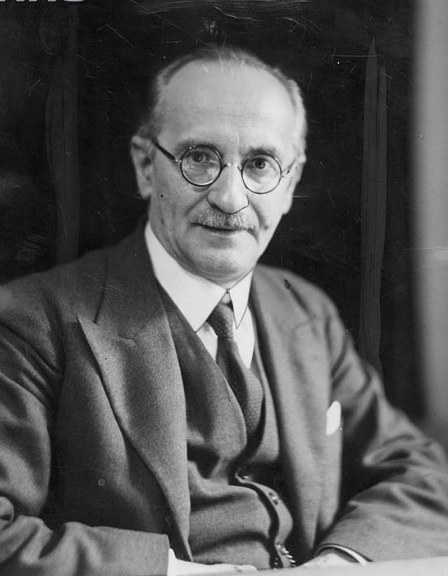
Jan Łukasiewicz
13 februari

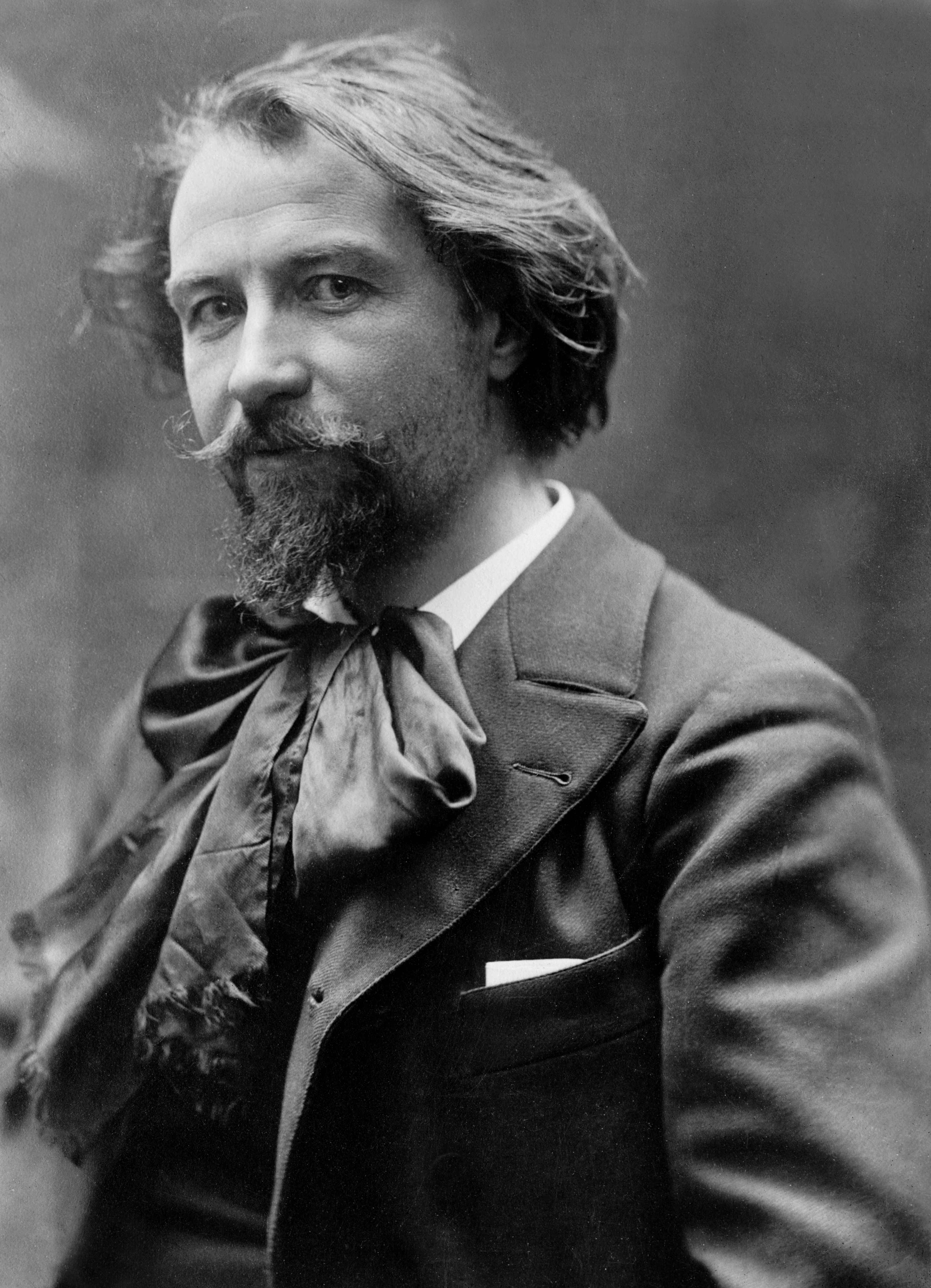
Gustave Charpentier
18 februari

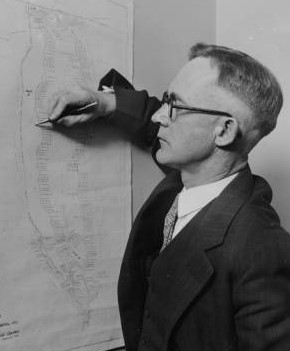
Elmer Drew Merrill
25 februari

| 1 | 2 | 3 | 4 | 5 | 6 | 7 | 8 | 9 | 10 | 11 | 12 | 13 | 14 | 15 | 16 | 17 | 18 | 19 | 20 | 21 | 22 | 23 | 24 | 25 | 26 | 27 | 28 | 29 |
| - | - | - | - | - | - | - | - | - | -- | -- | -- | -- | -- | -- | -- | -- | -- | -- | -- | -- | -- | -- | -- | -- | -- | -- | -- | -- |

### 2 februari
- Pjotr Kontsjalovski (79), Russisch kunstschilder

### 3 februari
- Émile Borel (85), Frans wiskundige en politicus
- Johnny Claes (39), Belgisch autocoureur
- Wim de Groot (78), Nederlands kunstschilder

### 4 februari
- Leendert Antonie Donker (56), Nederlands politicus
- Peder Gram (74), Deens componist, pianist en dirigent
- Sawielly Tartakower (68), Pools schaker

### 5 februari
- Oepke Noordmans (84), Nederlands theoloog

### 6 februari
- Jean Laudy (78), Nederlands kunstschilder
- Joe Walshe (69), Iers ambtenaar

### 9 februari
- Inge Heijbroek (40), Nederlands hockeyer

### 10 februari
- Afina Goudschaal (78), Nederlands kunstschilder
- Leonora Speyer (83), Amerikaans violiste en dichteres
- Emmanouil Tsouderos (73), Grieks politicus

### 13 februari
- Jan Łukasiewicz (77), Pools wiskundige

### 14 februari
- Fran Eller (82), Sloveens dichter
- Dorothea Arnoldine von Weiler (91), Nederlands kunstschilderes

### 16 februari
- Mario Massa (63), Italiaans zwemmer

### 17 februari
- Jacques Paul Delprat (73), Nederlands bobsleeër
- John Klohr (86), Amerikaans componist

### 18 februari
- Gustave Charpentier (95), Frans componist
- Odile Maréchal (74), Belgisch politicus

### 20 februari
- Heinrich Barkhausen (74), Duits natuurkundige

### 21 februari
- Edwin Franko Goldman (58), Amerikaans componist, dirigent en cornettist

### 22 februari
- Paul Hamesse (78), Belgisch architect
- Paul Léautaud (84), Frans schrijver
- Alexandros Svolos (63), Grieks rechtsgeleerde

### 24 februari
- Dirk van Foreest (93), Nederlands schaker

### 25 februari
- Elmer Drew Merrill (79), Amerikaans botanicus

### 27 februari
- Frank Dailey (54), Amerikaans bigbandleider
- Günther Ramin (58), Duits musicus en componist

### 28 februari
- Charles Cruchon (72), Frans wielrenner
- Frigyes Riesz (76), Hongaars wiskundige

### 29 februari
- Philip Pinkhof (73), Nederlands journalist en theatertekstschrijver
- Elpidio Quirino (65), president van de Filipijnen

## Maart

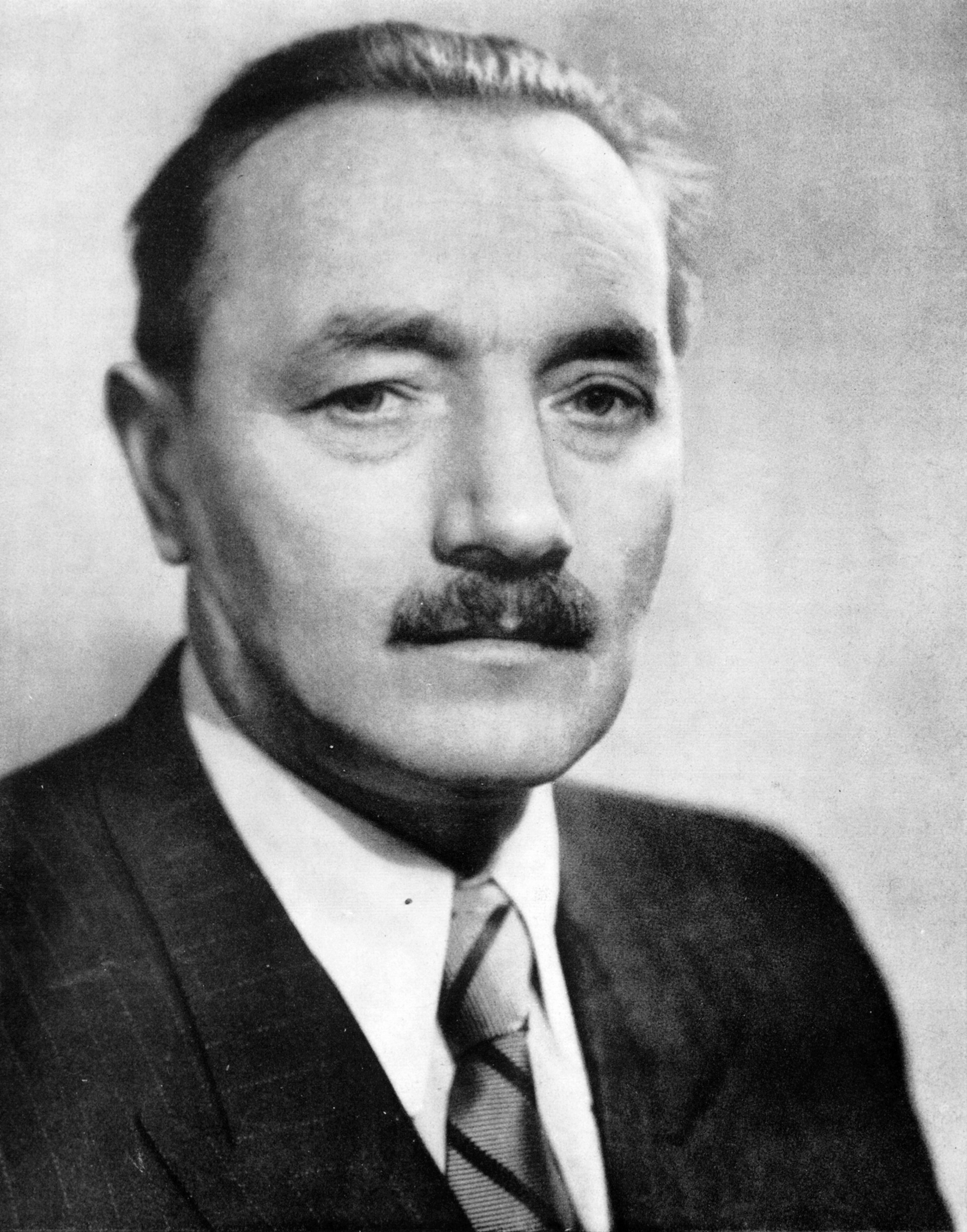
Bolesław Bierut
12 maart

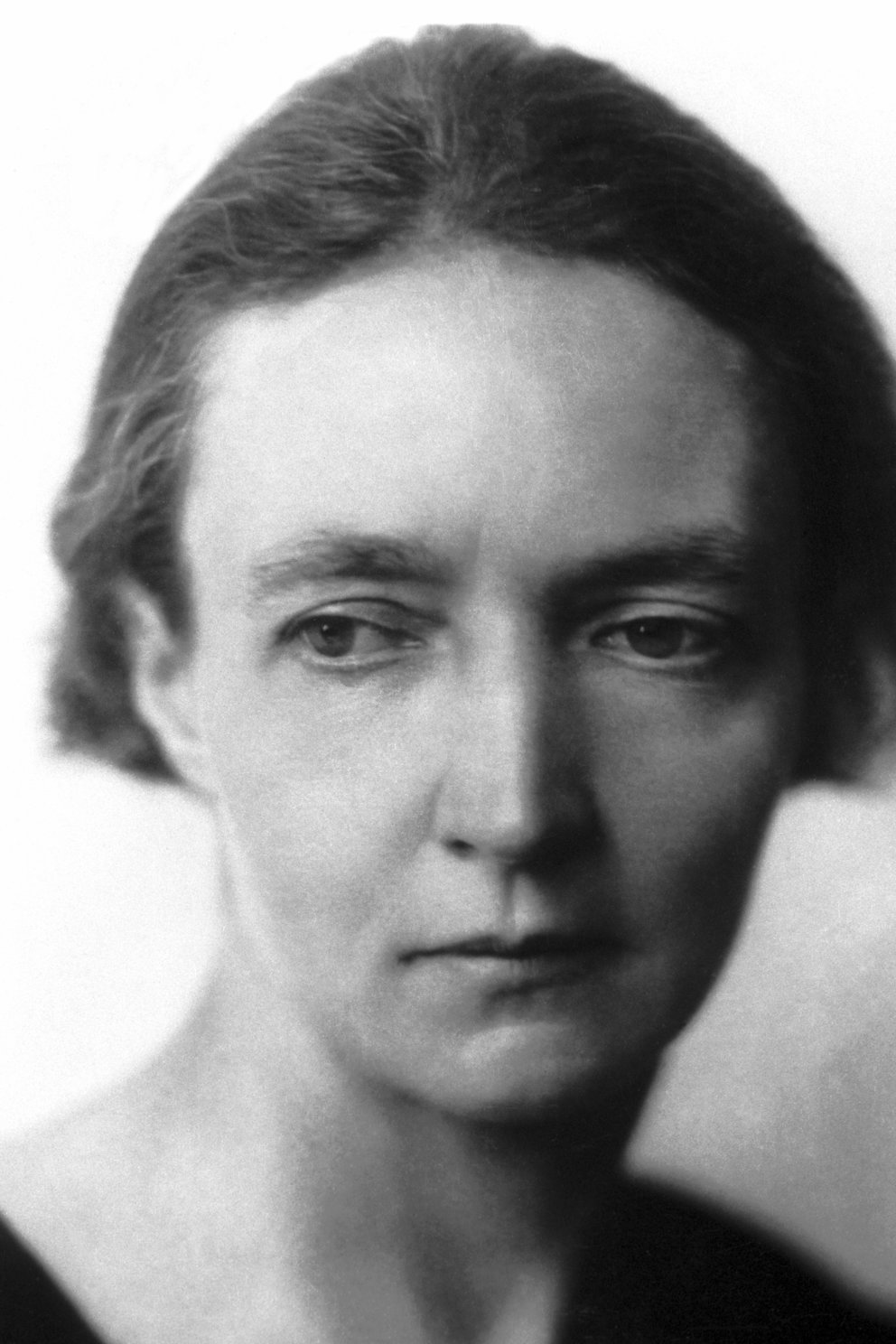
Irène Joliot-Curie
17 maart

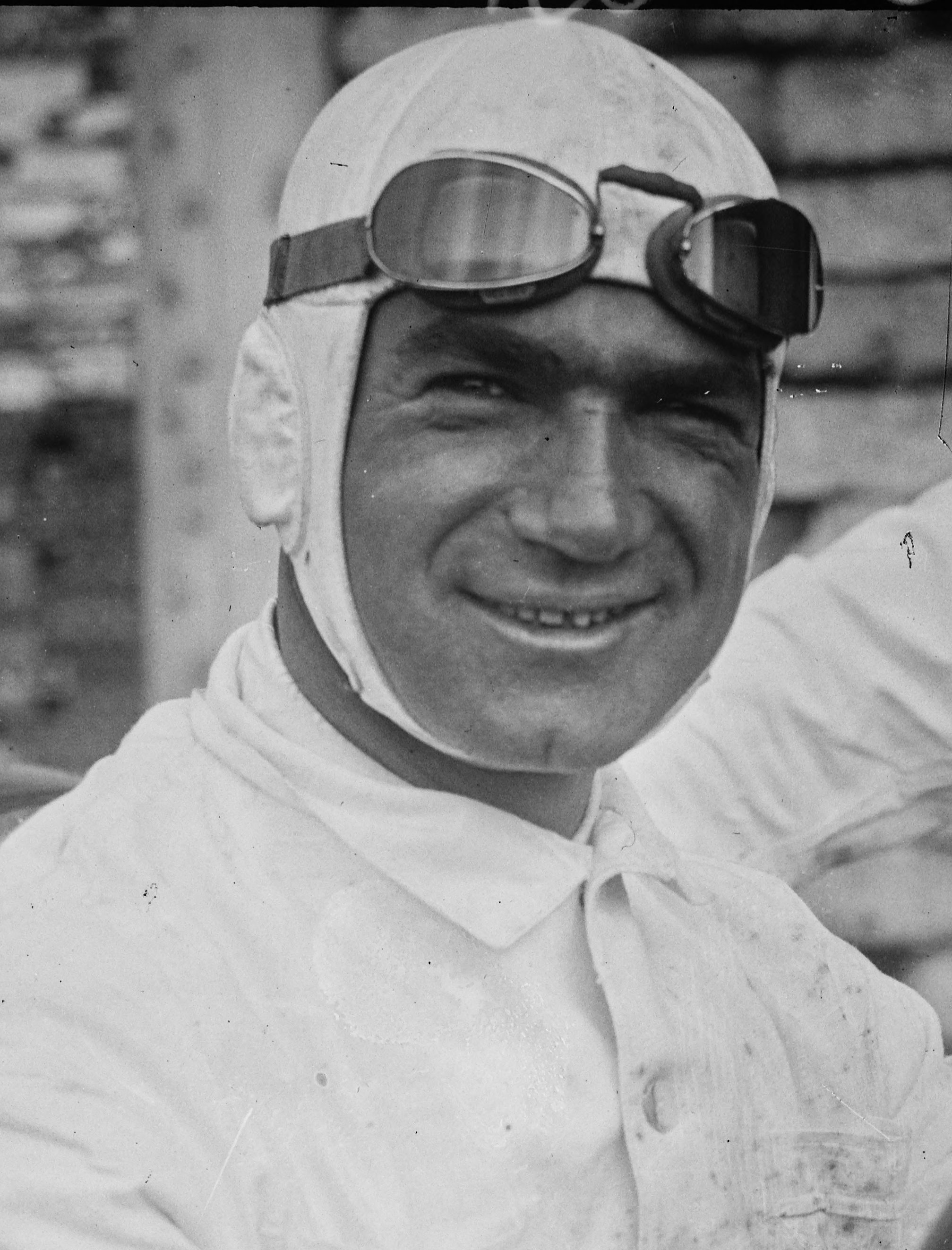
Ralph DePalma
20 maart

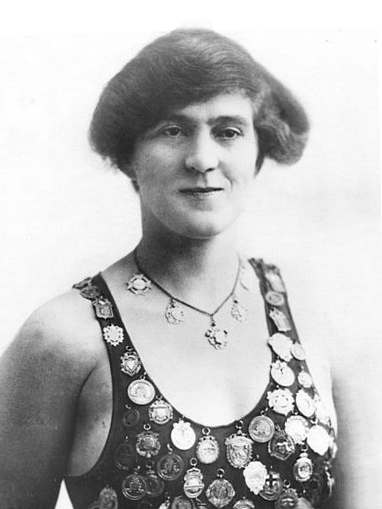
Fanny Durack
20 maart

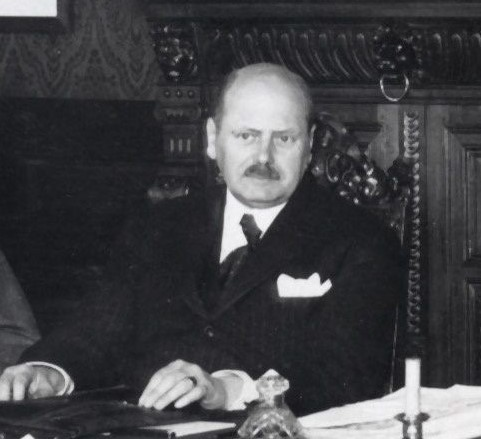
Frans Beelaerts van Blokland
27 maart

| 1 | 2 | 3 | 4 | 5 | 6 | 7 | 8 | 9 | 10 | 11 | 12 | 13 | 14 | 15 | 16 | 17 | 18 | 19 | 20 | 21 | 22 | 23 | 24 | 25 | 26 | 27 | 28 | 29 | 30 | 31 |
| - | - | - | - | - | - | - | - | - | -- | -- | -- | -- | -- | -- | -- | -- | -- | -- | -- | -- | -- | -- | -- | -- | -- | -- | -- | -- | -- | -- |

### 1 maart
- Herman Courtens (72), Belgisch kunstschilder

### 2 maart
- Eugenio Zolli (74), Italiaans geestelijke

### 3 maart
- Ernst Loof (48), Duits autocoureur

### 4 maart
- Otto Harder (63), Duits voetballer en oorlogsmisdadiger

### 5 maart
- Ghislain D'Hondt (66), Belgisch politicus

### 7 maart
- John Emerson (81), Amerikaans acteur en regisseur
- Johannes Gandil (82), Deens voetballer en atleet

### 9 maart
- Johan Kerkmeijer (79), Nederlands bestuurder

### 10 maart
- Åke Fjästad (68), Zweeds voetballer
- Annie Pothuis (50), Nederlands violiste en componiste

### 11 maart
- Dirk Jan Koets (60), Nederlands kunstschilder
- Sergej Vasilenko (83), Russisch componist

### 12 maart
- Bolesław Bierut (63), Pools politicus
- Ludwig Siede (68), Duits componist
- Suzanne Tassier (57), Belgisch historica, hoogleraar en feministe

### 14 maart
- Mello Sichterman (70), Nederlands burgemeester
- Henk Stuurop (61), Nederlands pianist en zanger

### 16 maart
- Adrienne le Bailly de Tilleghem (72), Belgisch burgemeester
- Joseph John Richards (77), Amerikaans componist

### 17 maart
- Henry Frederick Baker (89), Brits wiskundige
- Irène Joliot-Curie (58), Frans scheikundige

### 19 maart
- Rudolf Veiel (72), Duits militair leider

### 20 maart
- Ralph DePalma (73), Italiaans-Amerikaans autocoureur
- Fanny Durack (66), Australisch zwemster
- Wilhelm Miklas (83), Oostenrijks politicus

### 22 maart
- George Sarton (71), Belgisch-Amerikaans wetenschapshistoricus

### 23 maart
- Adolf Berens (76), Luxemburgs schrijver

### 24 maart
- Willem Keesom (79), Nederlands natuurkundige

### 25 maart
- Guillaume Denauw (75), Belgisch politicus
- Robert Newton (50), Brits acteur
- Fernand Philips (64), Belgisch politicus
- Sam Rydberg (70), Zweeds componist

### 27 maart
- Frans Beelaerts van Blokland (84), Nederlands diplomaat en politicus

### 29 maart
- Alfons van Bourbon (15), lid Spaanse koningshuis

### 30 maart
- Edmund Clerihew Bentley (80), Brits schrijver

### 31 maart
- Piet Jansen (74), Nederlands botanicus

## April

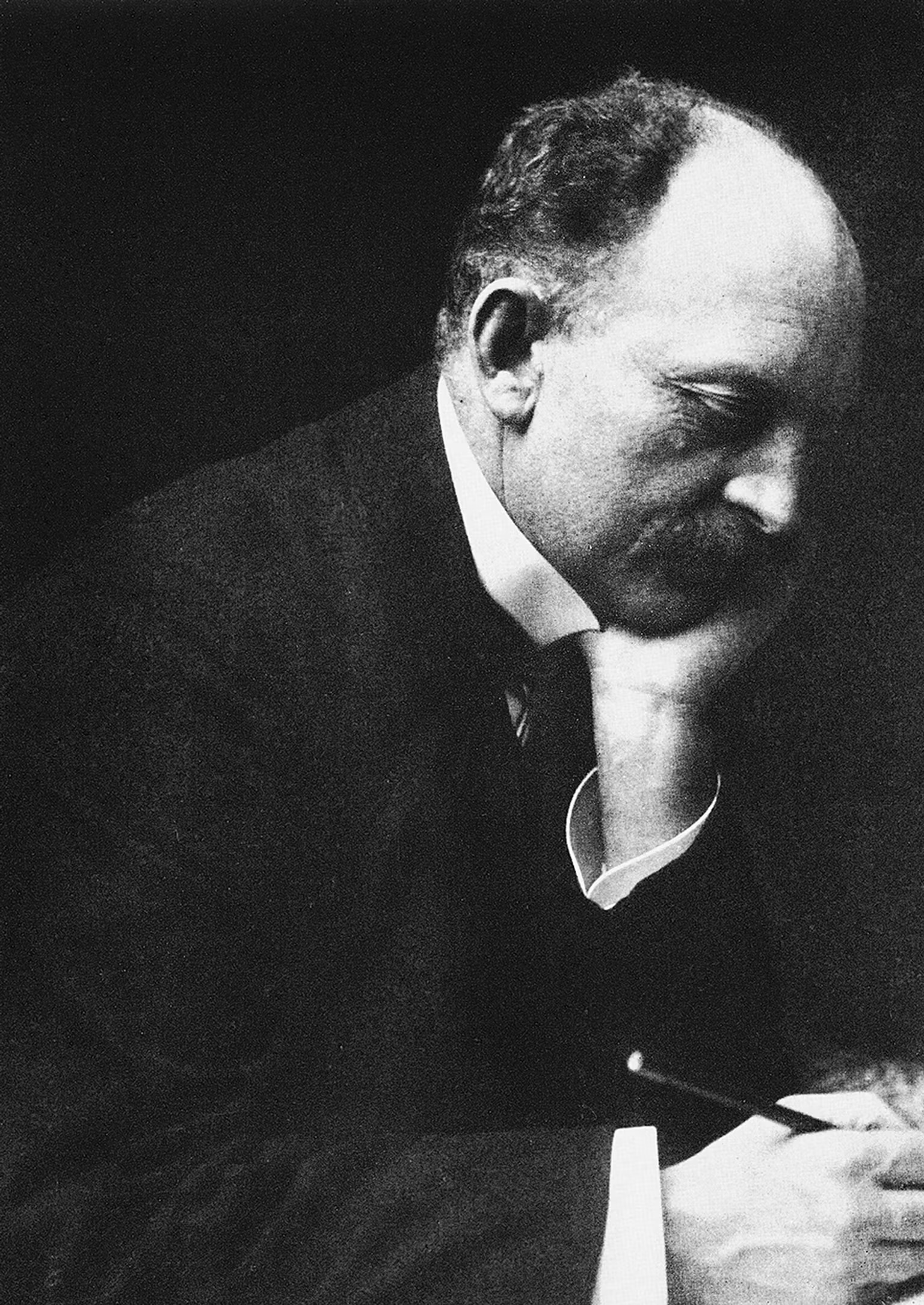
Emil Nolde
15 april

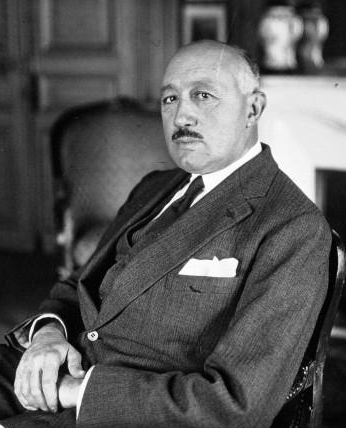
Jean Ybarnegaray
25 april

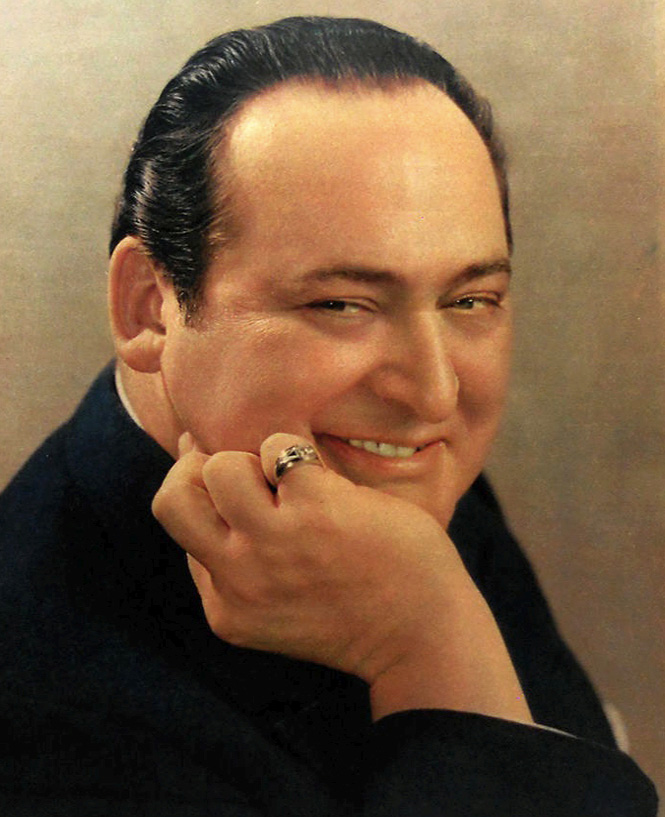
Edward Arnold
26 april

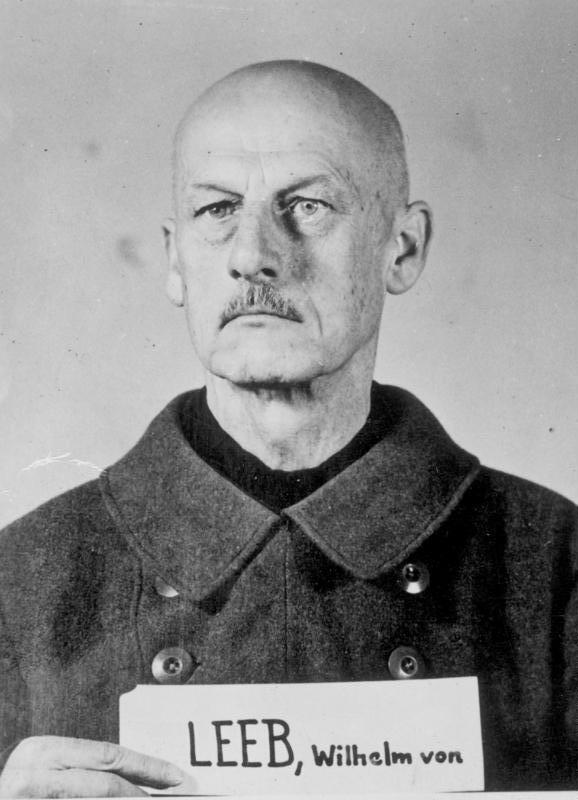
W. Ritter von Leeb
29 april

| 1 | 2 | 3 | 4 | 5 | 6 | 7 | 8 | 9 | 10 | 11 | 12 | 13 | 14 | 15 | 16 | 17 | 18 | 19 | 20 | 21 | 22 | 23 | 24 | 25 | 26 | 27 | 28 | 29 | 30 |
| - | - | - | - | - | - | - | - | - | -- | -- | -- | -- | -- | -- | -- | -- | -- | -- | -- | -- | -- | -- | -- | -- | -- | -- | -- | -- | -- |

### 1 april
- Jan de Boer (62), Nederlands burgemeester

### 3 april
- Jan Willem Hendrik Rutgers van Rozenburg (81), Nederlands politicus

### 6 april
- Pio Valenzuela (86), Filipijns politicus en revolutionair

### 7 april
- Emile Renders (64), Belgisch kunstverzamelaar

### 8 april
- Albert Ciamberlani (91), Belgisch kunstschilder
- Arsène Gribomont (77), Belgisch politicus
- André Mallarmé (78), Frans politicus

### 14 april
- Max Bajetto (74), Nederlands militair en politicus
- Eugeen Frans Verpoorten (60), Belgisch politicus

### 15 april
- Emil Nolde (88), Duits kunstschilder
- Albin Van Renterghem (68), Belgisch burgemeester

### 16 april
- Friedrich-Hermann Praetorius (52), Duits militair

### 17 april
- Louis Favre (63), Frans kunstenaar

### 18 april
- Adelbert Wells Sprague (75), Amerikaans componist

### 19 april
- Leon Jungschläger (52), Nederlands zeeman en militair

### 20 april
- Lieven Duvosel (78), Belgisch componist
- Karl Remmert (31), Duits motorcoureur

### 21 april
- Alfons Spiessens (67), Belgisch wielrenner

### 22 april
- Walt Faulkner (36), Amerikaans autocoureur
- Marinus Simon Koster (89), Nederlands burgemeester
- Jan Šrámek (85), Tsjecho-Slowaaks politicus

### 25 april
- Paul Renner (77), Duits typograaf en graficus
- Jean Ybarnégaray (72), Frans politicus

### 26 april
- Edward Arnold (66), Amerikaans acteur
- Arie IJzerman (76), Nederlands politicus

### 29 april
- Wilhelm Ritter von Leeb (79), Duits militair leider

### 30 april
- Alben Barkley (78), Amerikaans politicus

## Mei

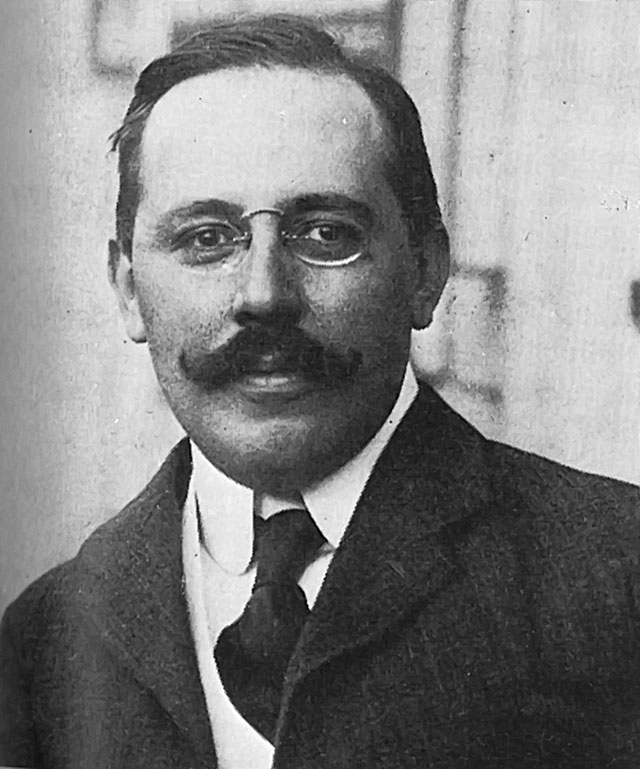
Josef Hoffmann
7 mei

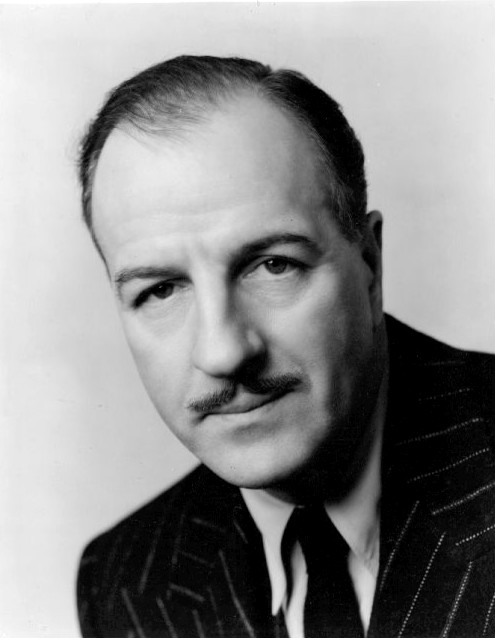
Louis Calhern
12 mei

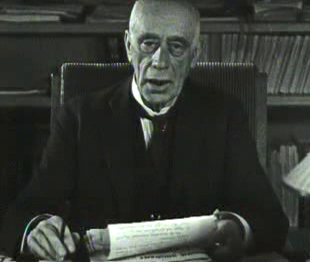
Henri Marchant
12 mei

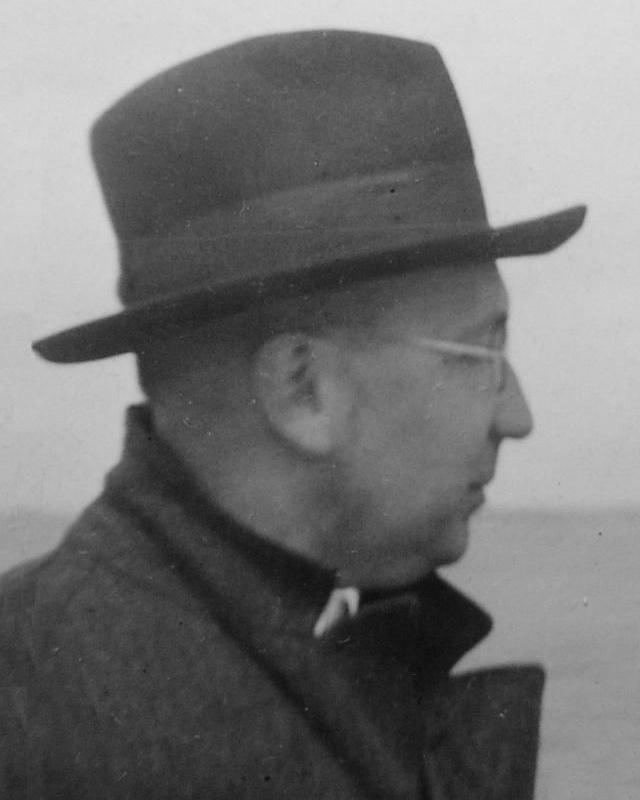
Walther Kossel
22 mei

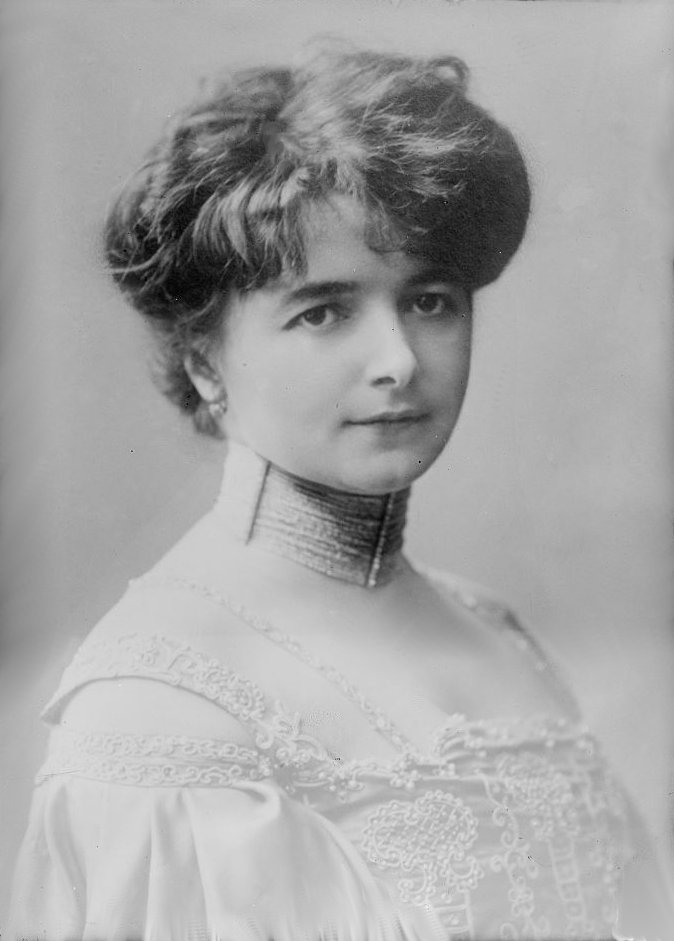
Antonie Barth
25 mei

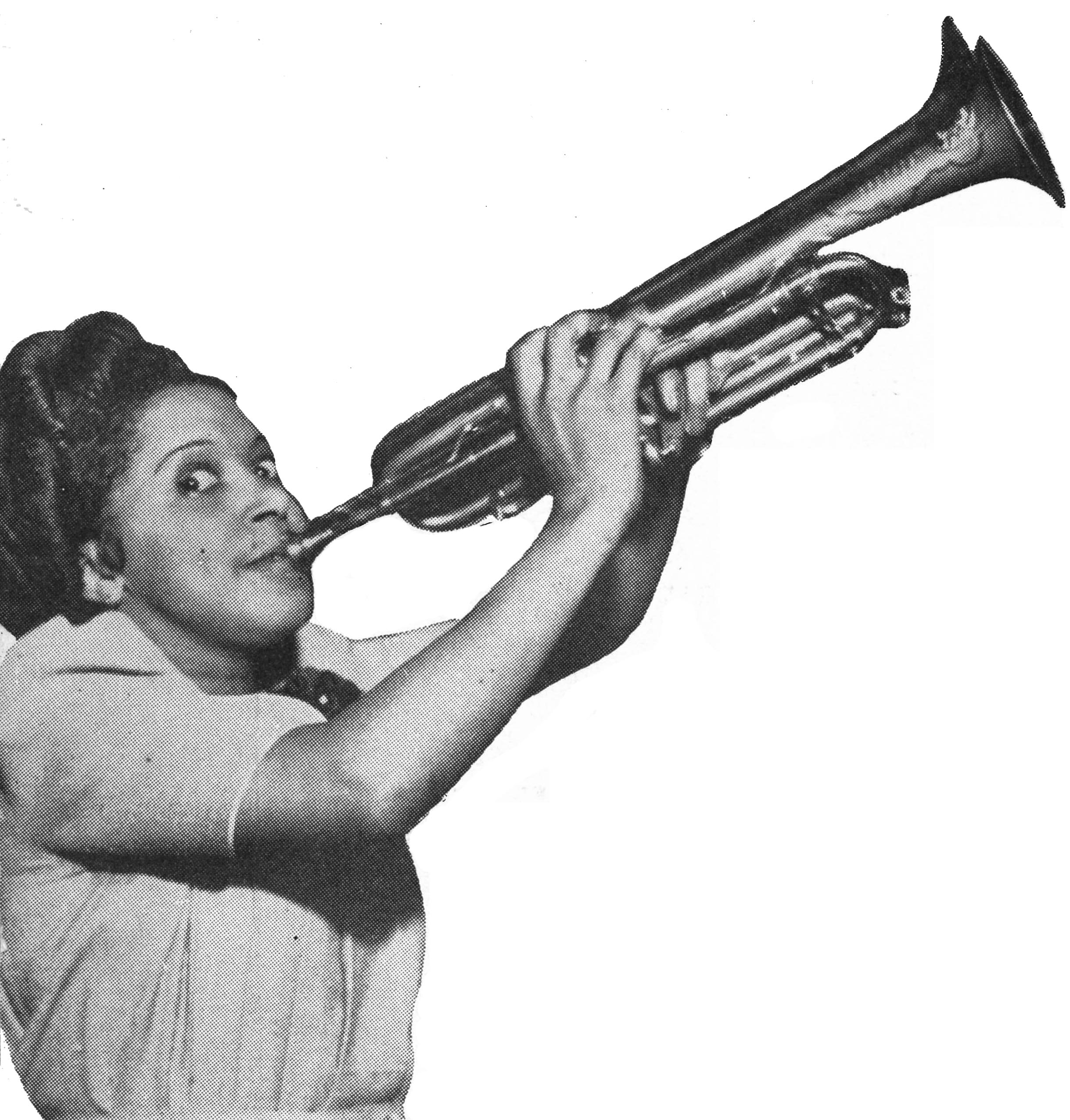
Valaida Snow
30 mei

| 1 | 2 | 3 | 4 | 5 | 6 | 7 | 8 | 9 | 10 | 11 | 12 | 13 | 14 | 15 | 16 | 17 | 18 | 19 | 20 | 21 | 22 | 23 | 24 | 25 | 26 | 27 | 28 | 29 | 30 | 31 |
| - | - | - | - | - | - | - | - | - | -- | -- | -- | -- | -- | -- | -- | -- | -- | -- | -- | -- | -- | -- | -- | -- | -- | -- | -- | -- | -- | -- |

### 1 mei
- LeRoy Samse (72), Amerikaans atleet

### 4 mei
- Remmet van Luttervelt (71), Nederlands burgemeester
- Edgard Missiaen (66), Belgisch politicus

### 6 mei
- Paul Simon (69), Frans politicus

### 7 mei
- Josef Hoffmann (85), Oostenrijks architect en ontwerper

### 10 mei
- Basiel De Craene (76), Belgisch dichter
- Jean Rolland (47), Belgisch politicus

### 11 mei
- Walter Adams (79), Amerikaans astronoom

### 12 mei
- Louis Calhern (61), Amerikaans acteur
- Bohuslav Leopold (67), Tsjechisch componist
- Henri Marchant (87), Nederlands politicus

### 13 mei
- Aleksandr Fadejev (54), Russisch schrijver

### 14 mei
- C.E.A. van Hövell van Westervlier en Weezeveld (78), Nederlands jurist
- Albert Kluyver (67), Nederlands microbioloog, botanicus en biochemicus

### 15 mei
- Remi Ackerman (66), Belgisch politicus
- Samuel Jackson Barnett (82), Amerikaans natuurkundige
- Hermann Ludwig Blankenburg (79), Duits componist

### 20 mei
- Pierre Allemane (74), Frans voetballer
- Max Beerbohm (83), Brits schrijver
- Zoltán Halmay (74), Hongaars zwemmer
- Karel Willem Lodewijk de Muralt (86), Nederlands burgemeester

### 21 mei
- Paulus Johannes Elout van Soeterwoude (83), Nederlands burgemeester
- Martinus Gerard Gerritsen (67), Nederlands predikant
- Claudio Vicuña Subercaseaux (80), Chileens politicus

### 22 mei
- Walther Kossel (68), Duits natuurkundige

### 23 mei
- Gustav Suits (72), Estisch dichter

### 24 mei
- Mies Elout-Drabbe (81), Nederlands kunstschilderes
- Guy Kibbee (74), Amerikaans acteur

### 25 mei
- Antonie Barth (84), lid Duitse adel
- Louis Buisseret (68), Belgisch kunstschilder
- Johann Radon (75), Oostenrijks wiskundige

### 30 mei
- Fritz Lehmann (52), Duits dirigent
- Jan Hendrik Herman Piccardt (90), Nederlands burgemeester
- Valaida Snow (51), Amerikaans jazzmusicus

## Juni

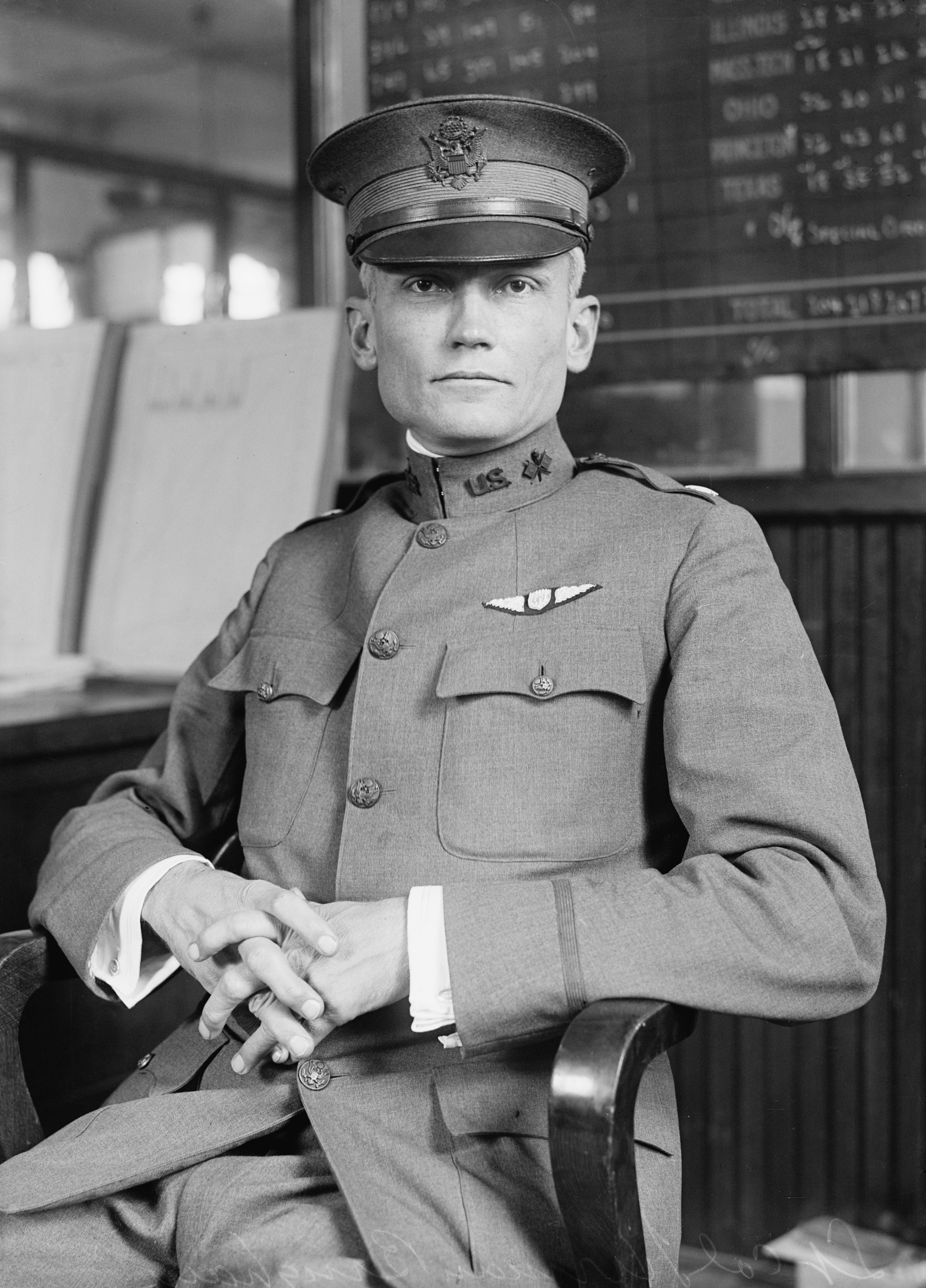
Hiram Bingham
6 juni

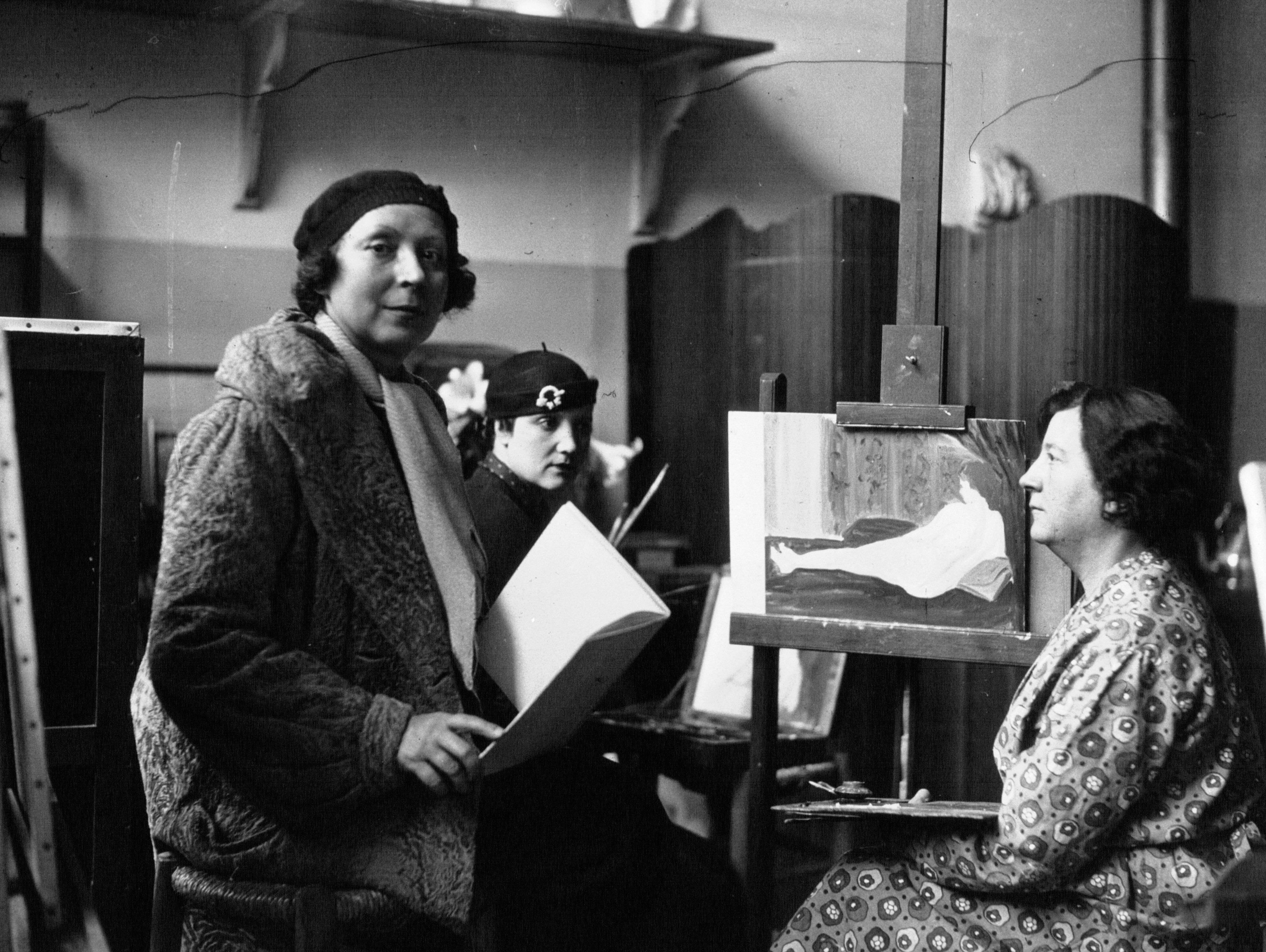
Marie Laurencin
8 juni

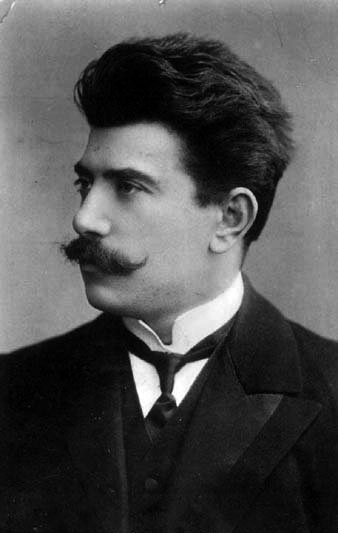
Reinhold Glière
23 juni

| 1 | 2 | 3 | 4 | 5 | 6 | 7 | 8 | 9 | 10 | 11 | 12 | 13 | 14 | 15 | 16 | 17 | 18 | 19 | 20 | 21 | 22 | 23 | 24 | 25 | 26 | 27 | 28 | 29 | 30 |
| - | - | - | - | - | - | - | - | - | -- | -- | -- | -- | -- | -- | -- | -- | -- | -- | -- | -- | -- | -- | -- | -- | -- | -- | -- | -- | -- |

### 1 juni
- Jos ten Horn (61), Nederlands kunstenaar

### 2 juni
- Jean Hersholt (69), Deens-Amerikaans acteur

### 3 juni
- Auguste Jean Baptiste Chevalier (82), Frans botanicus
- Piet Ouborg (63), Nederlands kunstschilder

### 5 juni
- Gerard Kraus (57), Nederlands psychiater

### 6 juni
- Hiram Bingham (80), Amerikaans ontdekkingsreiziger en politicus

### 7 juni
- Julien Benda (88), Frans filosoof

### 8 juni
- Marie Laurencin (72), Frans kunstenares

### 11 juni
- Frank Brangwyn (89), Belgisch kunstenaar
- Ralph Morgan (72), Amerikaans acteur
- Frankie Trumbauer (55), Amerikaans jazzmusicus

### 12 juni
- Charles Rodolph Weytingh (85), Nederlands koloniaal bestuurder

### 16 juni
- Joseph Matthys (89), Belgisch burgemeester

### 17 juni
- Enrico Prampolini (62), Italiaans kunstenaar
- Bob Sweikert (30), Amerikaans autocoureur

### 19 juni
- Vladimir Obroetsjev (92), Sovjet-Russisch geoloog

### 23 juni
- Reinhold Glière (81), Russisch componist

### 25 juni
- Maria Bouwmeester (71), Nederlands feministe en vakbondsbestuurster
- Raphaël de la Kethulle de Ryhove (65), Belgisch geestelijke
- Ernest King (77), Amerikaans militair

### 26 juni
- Clifford Brown (25), Amerikaans jazztrompettist
- Robert Catteau (75), Belgisch politicus

### 28 juni
- Hsu Mo (62), Chinees-Taiwanees politicus en jurist
- Jan Woelderink (69), Nederlands geestelijke

## Juli

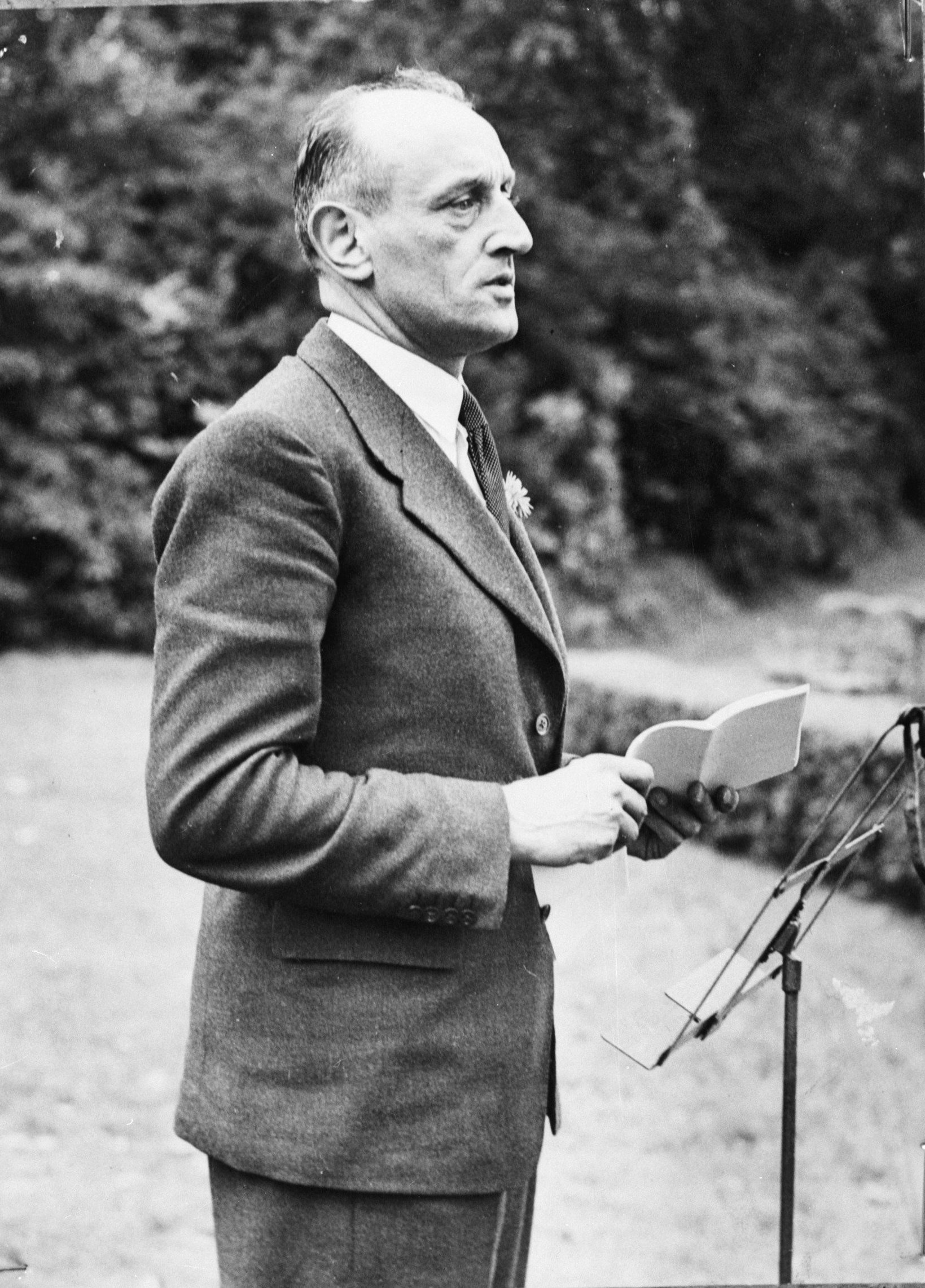
Gerrit Jan van Heuven Goedhart
8 juli

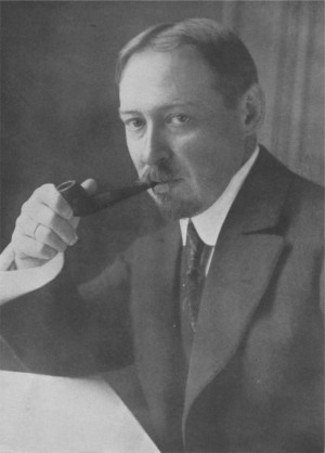
Louis Raemaekers
25 juli

| 1 | 2 | 3 | 4 | 5 | 6 | 7 | 8 | 9 | 10 | 11 | 12 | 13 | 14 | 15 | 16 | 17 | 18 | 19 | 20 | 21 | 22 | 23 | 24 | 25 | 26 | 27 | 28 | 29 | 30 | 31 |
| - | - | - | - | - | - | - | - | - | -- | -- | -- | -- | -- | -- | -- | -- | -- | -- | -- | -- | -- | -- | -- | -- | -- | -- | -- | -- | -- | -- |

### 6 juli
- Jan Pieter Paauwe (83), Nederlands predikant

### 7 juli
- Gottfried Benn (70), Duits schrijver
- Ernst von Born (70), Fins politicus
- Alex Hyde (58), Amerikaans jazzmusicus en bandleider
- John Willcock (76), 15e premier van West-Australië

### 8 juli
- Gerrit Jan van Heuven Goedhart (55), Nederlands journalist en politicus
- Giovanni Papini (75), Italiaans journalist en schrijver

### 9 juli
- Reinier Sybrand Bakels (82), Nederlands kunstschilder

### 12 juli
- Maurice August Lippens (80), Belgisch politicus

### 17 juli
- Bodo von Borries (51), Duits elektrotechnicus
- Jozef De Voght (78), Belgisch schrijver

### 18 juli
- Willem Jan Arend Kernkamp (57), Nederlands politicus
- Wilhelm Noë (65), Duits voetballer

### 22 juli
- Hugo Penning (71), Nederlands schrijver
- Henri Rougier (79), Frans autocoureur en ondernemer

### 25 juli
- Louis Raemaekers (87), Nederlands tekenaar

### 29 juli
- Ludwig Klages (83), Duits filosoof

## Augustus

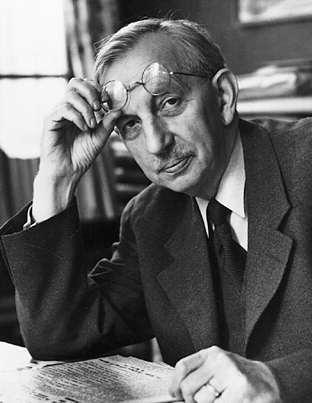
Zeth Höglund
13 augustus

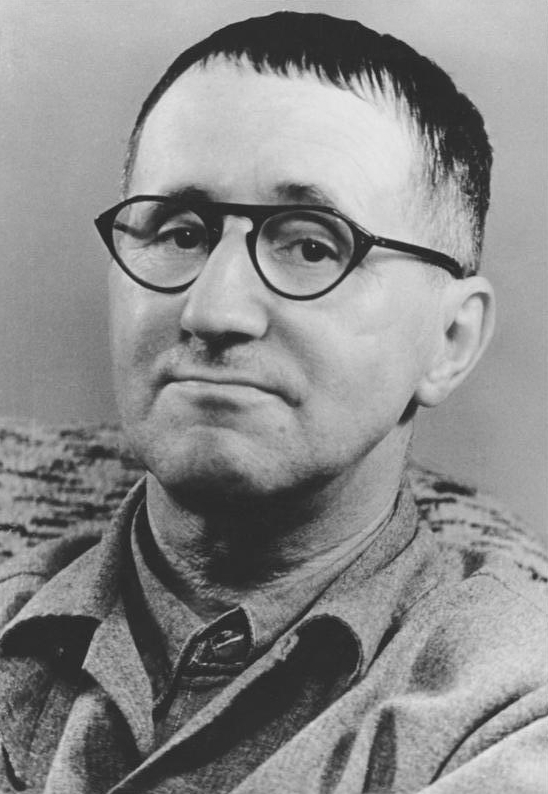
Bertolt Brecht
14 augustus

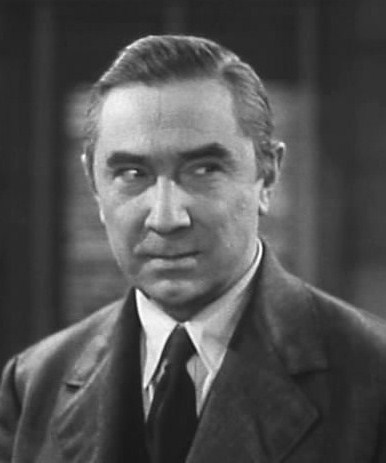
Béla Lugosi
16 augustus

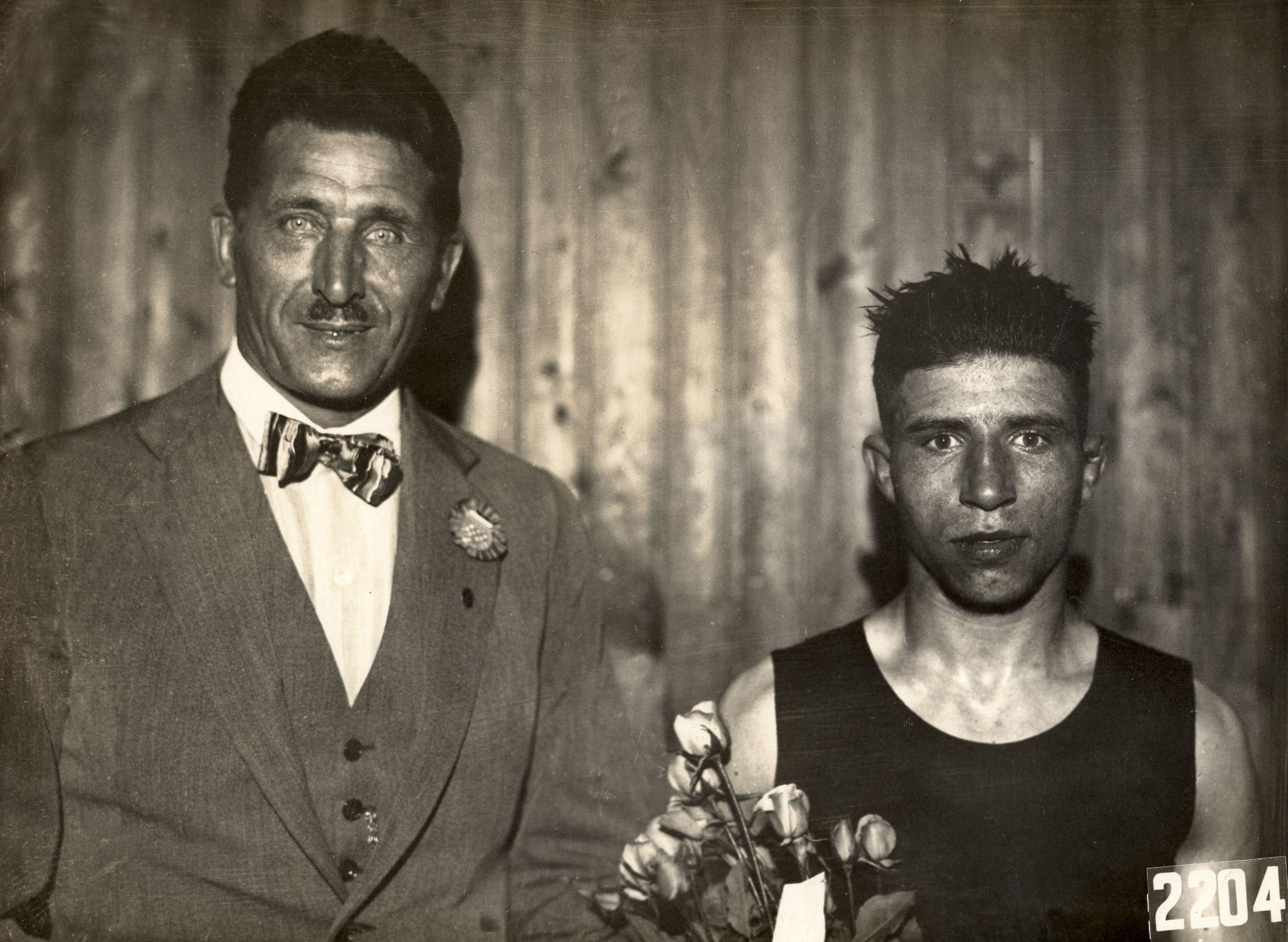
Jan Ploeger (l)
18 augustus

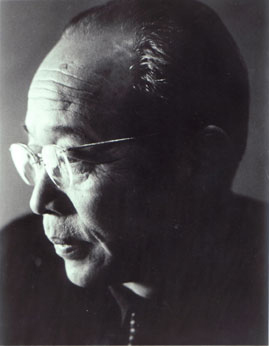
Kenji Mizoguchi
24 augustus

| 1 | 2 | 3 | 4 | 5 | 6 | 7 | 8 | 9 | 10 | 11 | 12 | 13 | 14 | 15 | 16 | 17 | 18 | 19 | 20 | 21 | 22 | 23 | 24 | 25 | 26 | 27 | 28 | 29 | 30 | 31 |
| - | - | - | - | - | - | - | - | - | -- | -- | -- | -- | -- | -- | -- | -- | -- | -- | -- | -- | -- | -- | -- | -- | -- | -- | -- | -- | -- | -- |

### 1 augustus
- Pavel Janák (74), Tsjechisch architect

### 3 augustus
- Sándor Szeghő (82), Hongaars componist en dirigent

### 5 augustus
- René Radermacher Schorer (68), Nederlands boekverzamelaar

### 7 augustus
- Georges Vigneron (76), Belgisch politicus

### 8 augustus
- P.A.H. Hornix (71), Nederlands architect

### 9 augustus
- Jan ter Laan (83), Nederlands politicus

### 11 augustus
- Jackson Pollock (44), Amerikaans kunstschilder
- Frieda von Richthofen (77), Duits-Amerikaans schrijfster en vertaalster

### 12 augustus
- Gianpiero Combi (53), Italiaans voetballer

### 13 augustus
- Zeth Höglund (72), Zweeds politicus
- Jakoeb Kolas (73), Wit-Russische schrijver en dichter
- Marcel Loumaye (67), Belgisch politicus

### 14 augustus
- Bertolt Brecht (58), (Oost-)Duits dichter, (toneel)schrijver en toneelregisseur
- Konstantin von Neurath (83), Duits politicus

### 15 augustus
- LeRoy Abrams (81), Amerikaans botanicus
- Jose Vera (67), Filipijns politicus

### 16 augustus
- Béla Lugosi (73), Hongaars-Amerikaans acteur
- Theodor Pallady (85), Roemeens kunstschilder

### 18 augustus
- Jan Ploeger (77), Nederlands worstelaar, gymnastiekleraar, trainer en sportbestuurder

### 20 augustus
- Bernard Griffin (57), Brits kardinaal

### 21 augustus
- Marcel Cadolle (70), Frans wielrenner

### 22 augustus
- Friedrich Wilhelm Kleukens (78), Duits graficus en typograaf

### 23 augustus
- Jozef Speybrouck (65), Belgisch kunstenaar

### 24 augustus
- Kenji Mizoguchi (58), Japans filmregisseur

### 25 augustus
- Alfred Kinsey (62), Amerikaans bioloog en seksuoloog
- George Washington Pierce (84), Amerikaans natuurkundige
- Joachim Westrik (66), Nederlands burgemeester

### 27 augustus
- Roelof Hommema (51), Nederlands roeier
- Pelageya Shajn (62), Russisch astronoom

## September

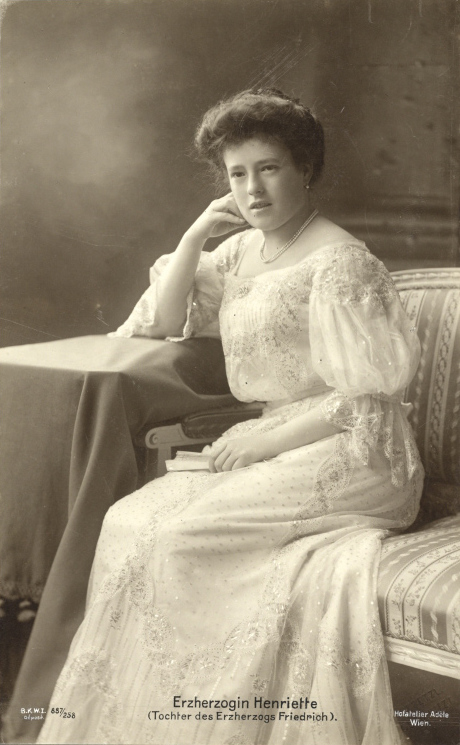
Maria Henriëtte van Oostenrijk
2 september

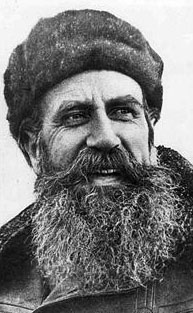
Otto Schmidt
7 september

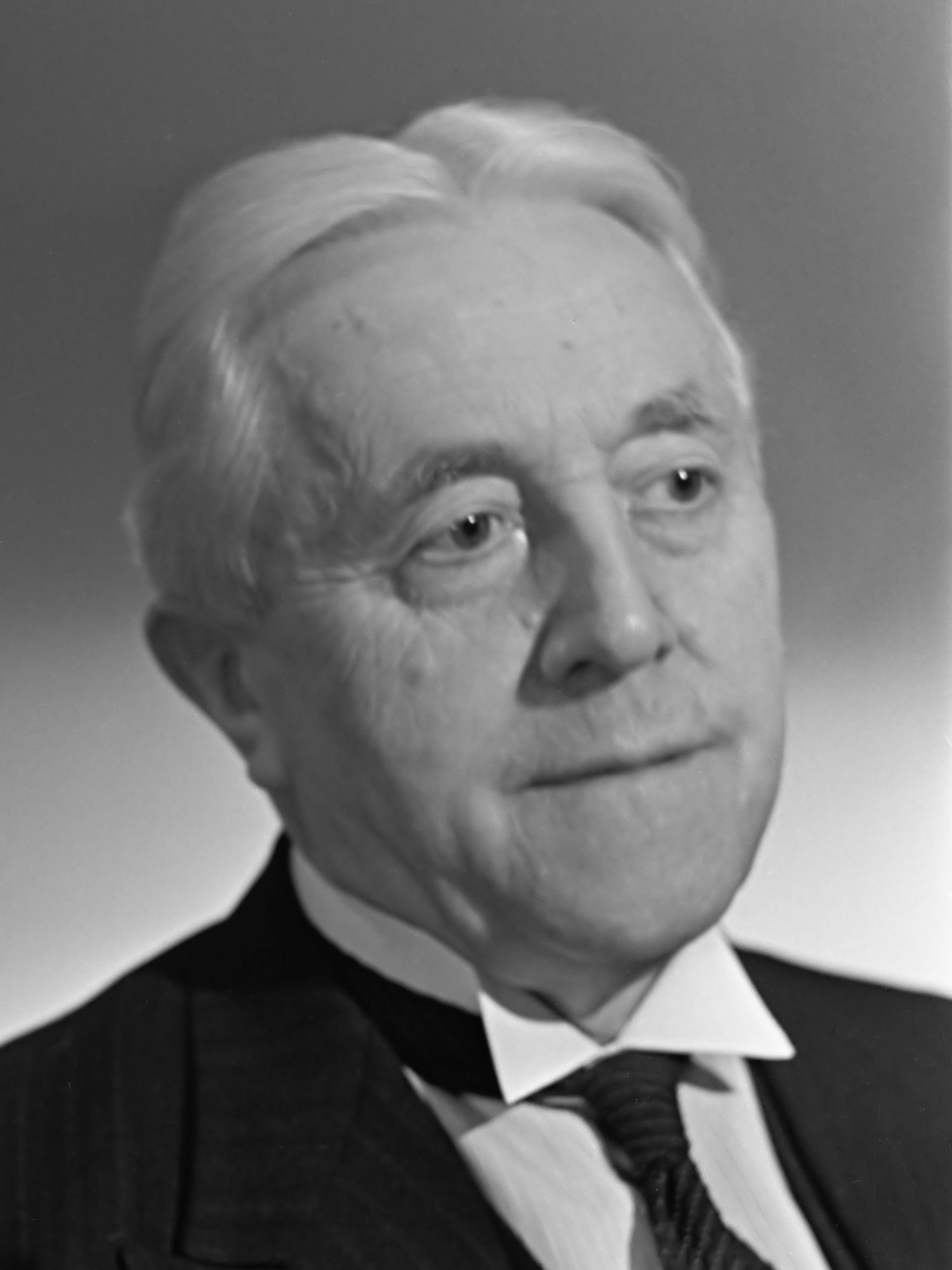
Gerrit Bolkestein
8 september

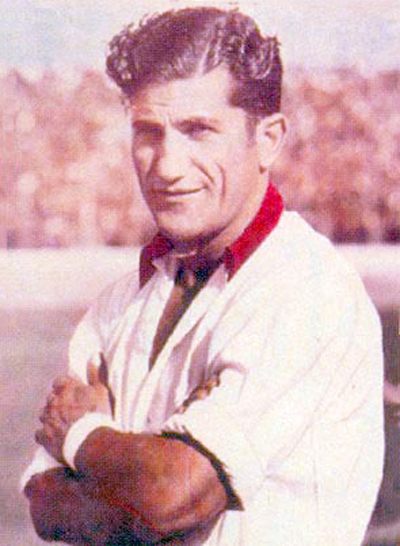
Herminio Masantonio
11 september

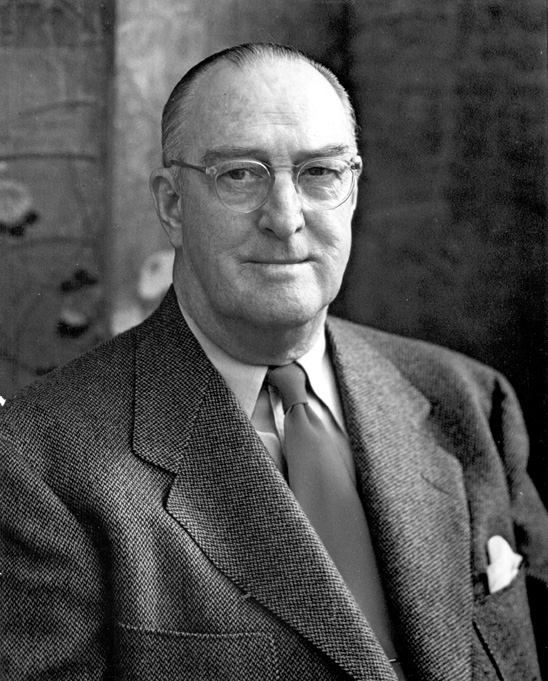
William E. Boeing
28 september

| 1 | 2 | 3 | 4 | 5 | 6 | 7 | 8 | 9 | 10 | 11 | 12 | 13 | 14 | 15 | 16 | 17 | 18 | 19 | 20 | 21 | 22 | 23 | 24 | 25 | 26 | 27 | 28 | 29 | 30 |
| - | - | - | - | - | - | - | - | - | -- | -- | -- | -- | -- | -- | -- | -- | -- | -- | -- | -- | -- | -- | -- | -- | -- | -- | -- | -- | -- |

### 2 september
- Maria Henriëtte van Oostenrijk (72), lid Oostenrijkse adel

### 5 september
- Abraham Speijer (82), Nederlands schaker

### 6 september
- Witold Hurewicz (52), Pools wiskundige
- Michael Ventris (34), Brits architect

### 7 september
- Ghislain Dochen (92), Belgisch politicus
- Otto Schmidt (64), Sovjet-Russisch wetenschapper en ontdekkingsreiziger
- Sergio Sighinolfi (31), Italiaans autocoureur

### 8 september
- Gerrit Bolkestein (84), Nederlands politicus

### 10 september
- Robert Trumpler (69), Amerikaans astronoom

### 11 september
- Billy Bishop (62), Canadees piloot
- Norman Levi Bowen (69), Canadees geoloog en geochemicus
- Herminio Masantonio (46), Argentijns voetballer

### 12 september
- Hans Carossa (77), Duits schrijver
- Malik Ghulam Muhammad (61), Pakistaans politicus

### 13 september
- Alys Lorraine (71), Amerikaans operazangeres

### 14 september
- Jozef Horenbant (93), Belgisch kunstschilder

### 16 september
- Johan van Berkel (42), Nederlands beeldhouwer
- François de Schaetzen (80), Belgisch politicus

### 17 september
- Gerald Finzi (55), Brits componist

### 19 september
- Jacob Christiaan Koningsberger (60), Nederlands predikant

### 20 september
- Theo Frenkel sr. (85), Nederlands acteur en regisseur

### 22 september
- Frederick Soddy (79), Brits radiochemicus

### 24 september
- Antoon van Welie (89), Nederlands kunstschilder

### 26 september
- Jouke Bakker (83), Nederlands politicus
- Lucien Febvre (78), Frans historicus
- Octave Van Cuyck (86), Belgisch kunstschilder

### 27 september
- Babe Zaharias (45), Amerikaans golfspeelster en atlete

### 28 september
- William Edward Boeing (74), Amerikaans ondernemer

### 29 september
- Anastasio Somoza García (60), president van Nicaragua

## Oktober

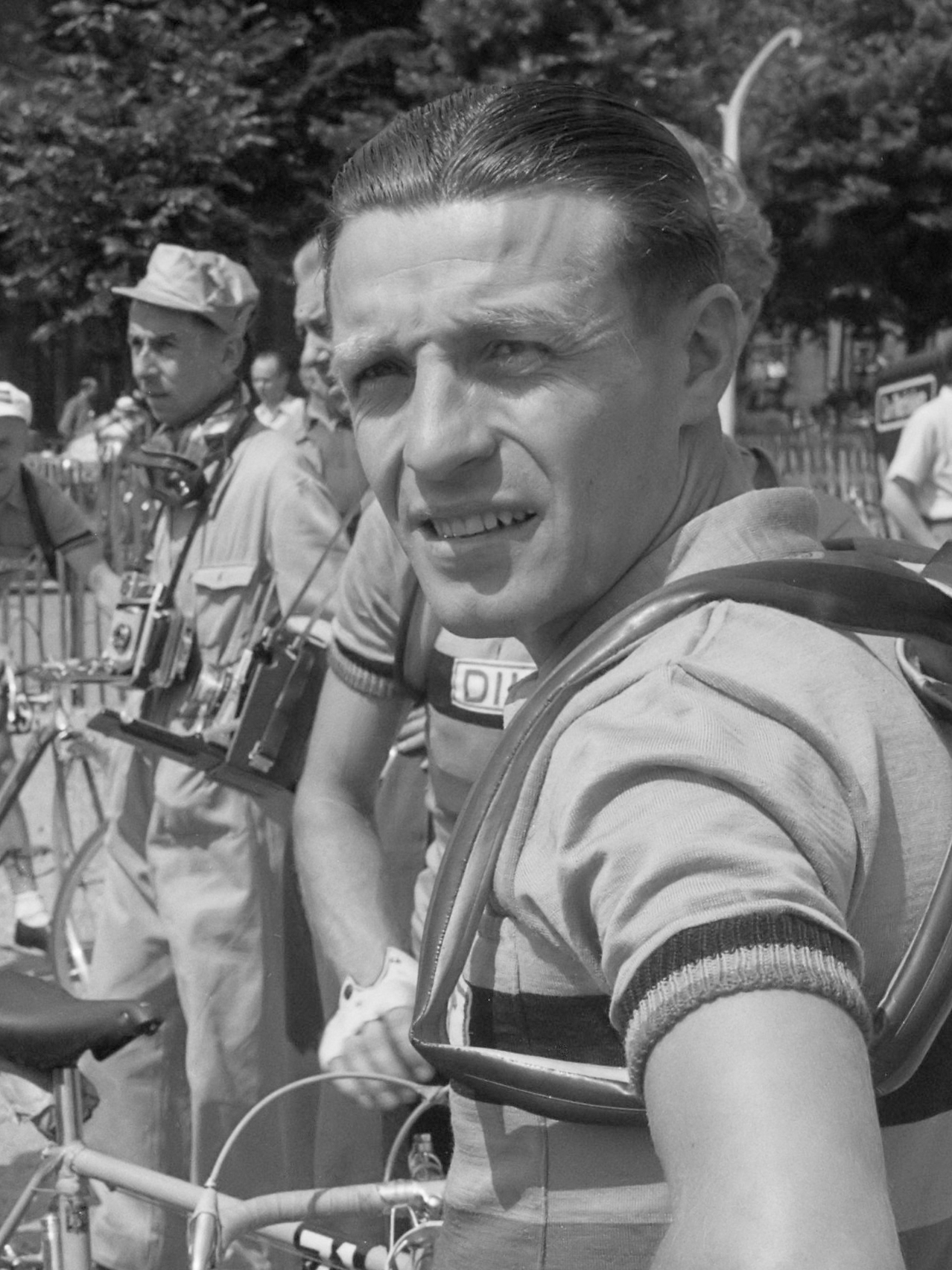
Stan Ockers
1 oktober

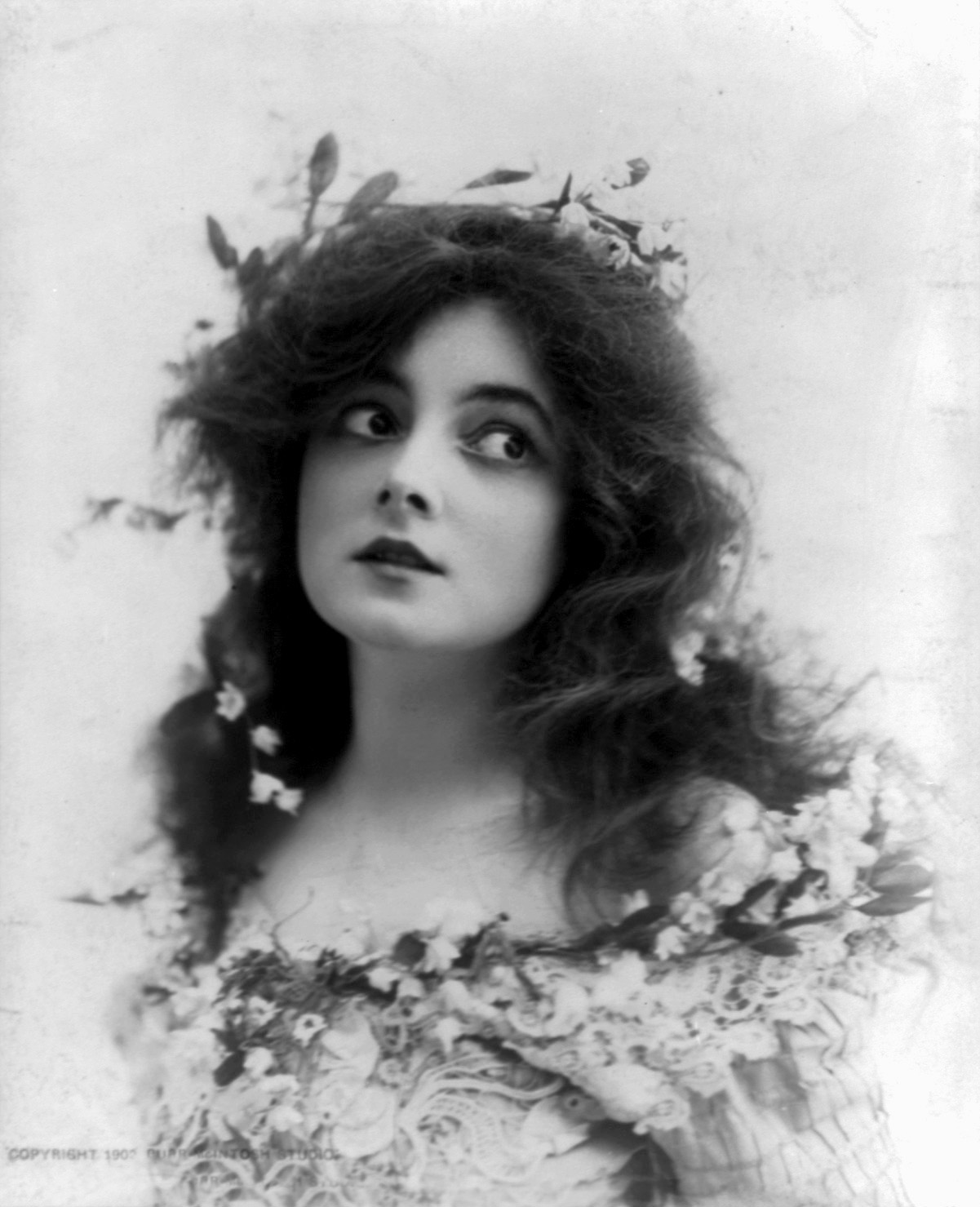
Marie Doro
9 oktober

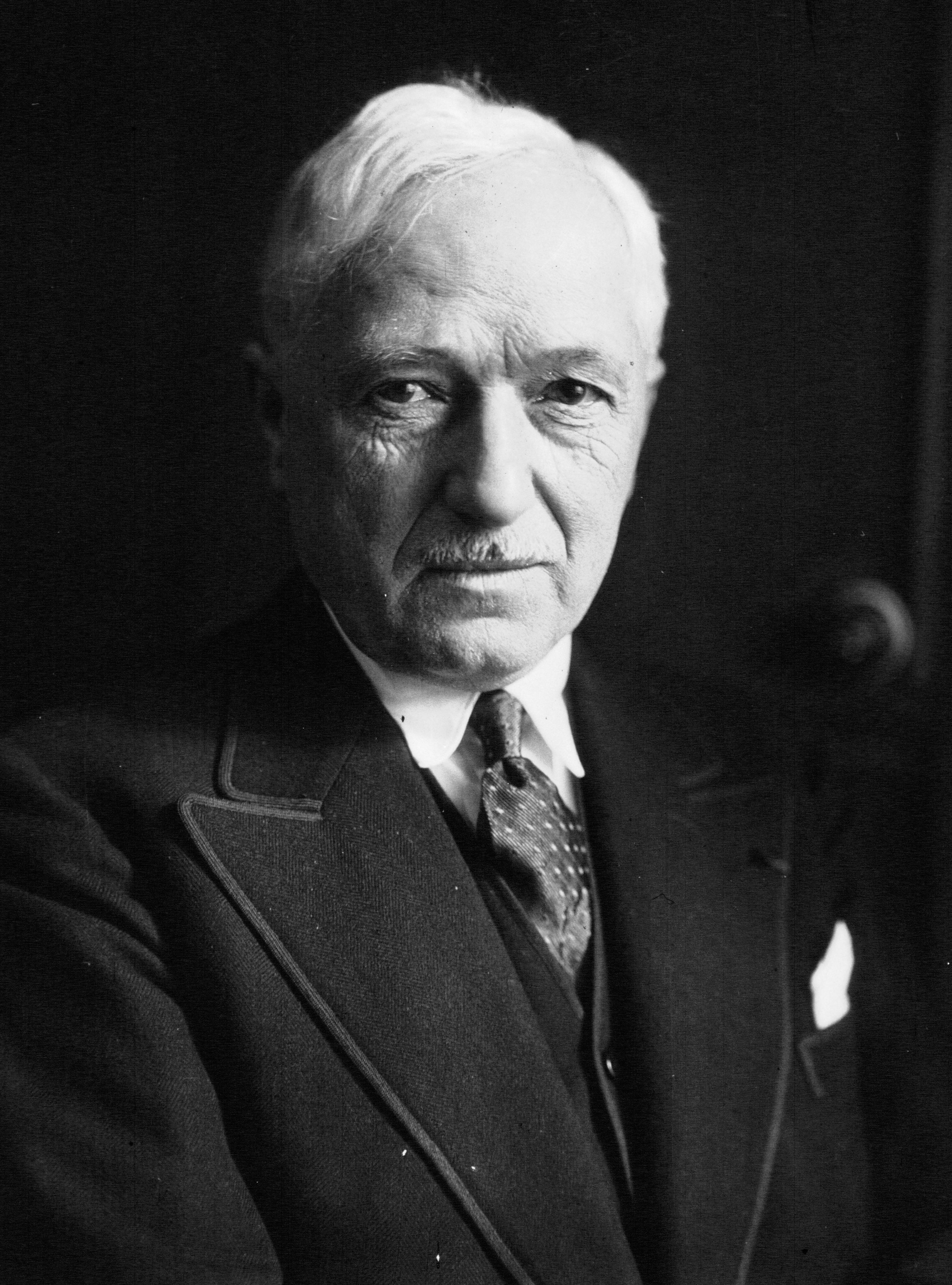
Jules Rimet
15 oktober

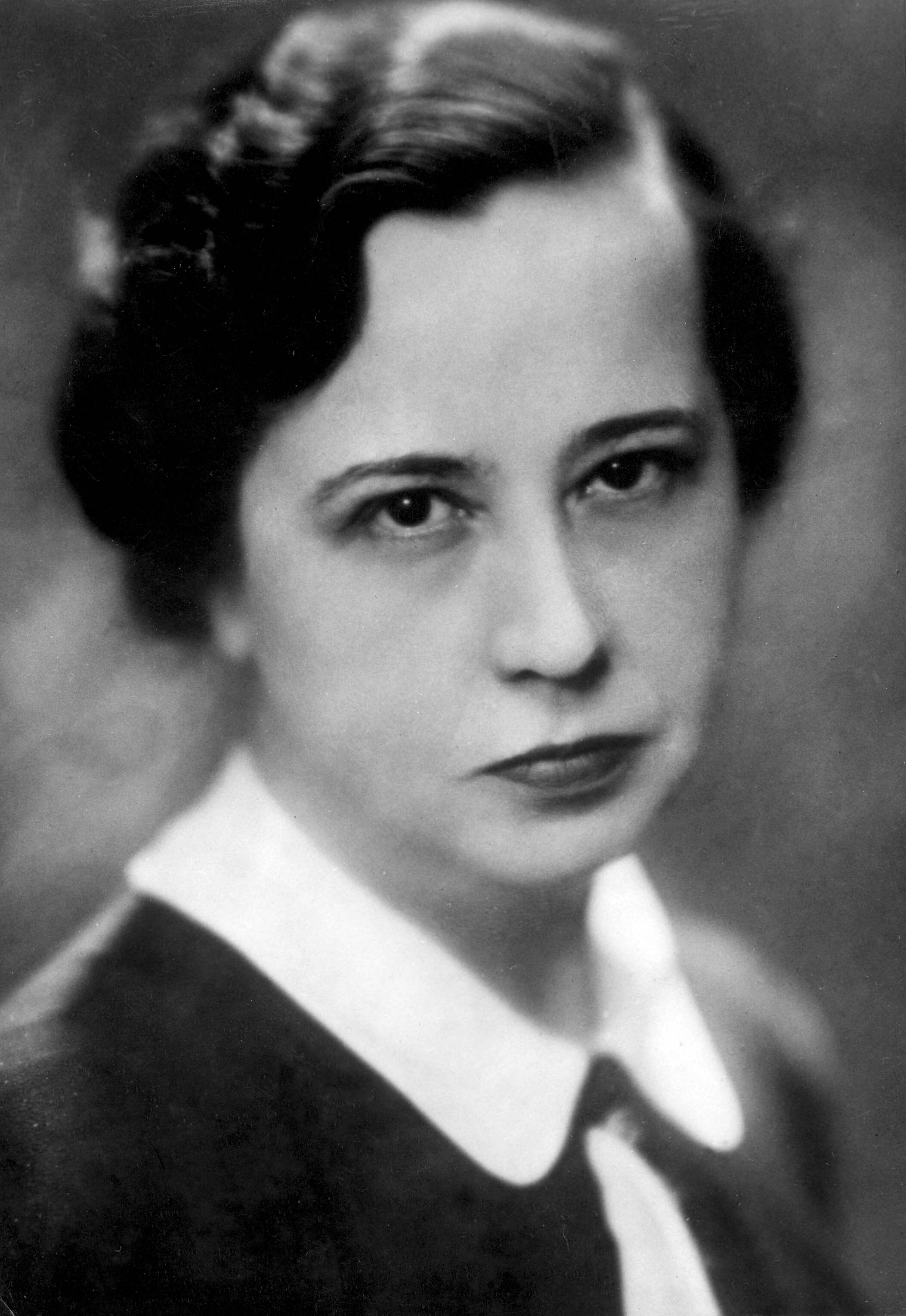
Corry Tendeloo
18 oktober

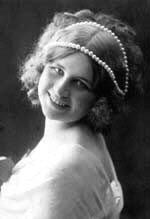
Valda Valkyrien
22 oktober

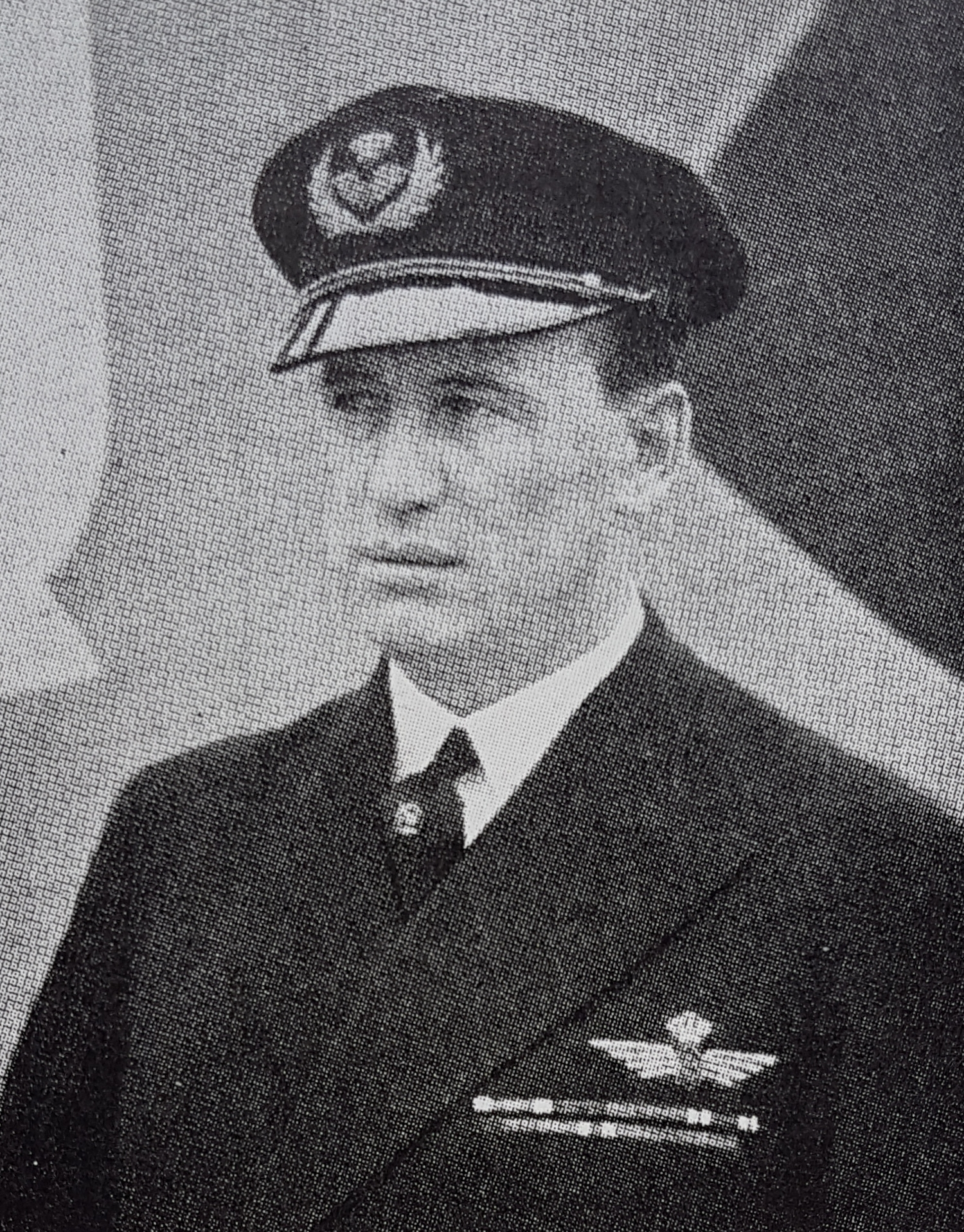
Iwan Smirnoff
28 oktober

| 1 | 2 | 3 | 4 | 5 | 6 | 7 | 8 | 9 | 10 | 11 | 12 | 13 | 14 | 15 | 16 | 17 | 18 | 19 | 20 | 21 | 22 | 23 | 24 | 25 | 26 | 27 | 28 | 29 | 30 | 31 |
| - | - | - | - | - | - | - | - | - | -- | -- | -- | -- | -- | -- | -- | -- | -- | -- | -- | -- | -- | -- | -- | -- | -- | -- | -- | -- | -- | -- |

### 1 oktober
- Stan Ockers (36), Belgisch wielrenner
- Albert Von Tilzer (78), Amerikaans componist

### 2 oktober
- George Bancroft (74), Amerikaans acteur

### 6 oktober
- Jan Johan Boswijk (71), Nederlands politicus
- Léon Dupont (75), Belgisch atleet

### 7 oktober
- Oreste Conte (37), Italiaans wielrenner

### 8 oktober
- Dirk Coster (69), Nederlands schrijver

### 9 oktober
- Ma Braun (74), Nederlands zwemtrainster
- Marie Doro (74), Amerikaans actrice

### 10 oktober
- William Kanerva (53), Fins voetballer

### 15 oktober
- Jules Rimet (83), Frans sportbestuurder

### 16 oktober
- Arie van der Oord (67), Nederlands journalist en uitgever

### 18 oktober
- Gerard Johan Staller (76), Nederlands kunstenaar
- Corry Tendeloo (59), Nederlands politica

### 19 oktober
- Joseph Axters (55), Belgisch jurist
- Gerard Diels (59), Nederlands journalist en letterkundige
- Isham Jones (62), Amerikaans bigbandleider en musicus

### 22 oktober
- Valda Valkyrien (61), Deens actrice en danseres

### 24 oktober
- Henry Nicholas Ridley (100), Brits botanicus

### 25 oktober
- Risto Heikki Ryti (67), Fins politicus
- Stella Walrave (52), Belgisch bestuurster

### 26 oktober
- Alice Greene (77), Brits tennisster

### 27 oktober
- Domingos Leite Pereira (74), Portugees politicus

### 28 oktober
- Tom Schreurs (59), Nederlands bokser en sportjournalist
- Iwan Smirnoff (61), Russisch-Nederlands vliegenier

### 29 oktober
- Louis Rosier (50), Frans autocoureur

### 30 oktober
- Andrej Vladimirovitsj van Rusland (77), lid Russische adel
- Pío Baroja (83), Spaans schrijver
- Jacques Moeschal (56), Belgisch voetballer
- Octaaf van Nispen tot Sevenaer (89), Nederlands politicus
- Arthur Olivier (64), Belgisch politicus

## November

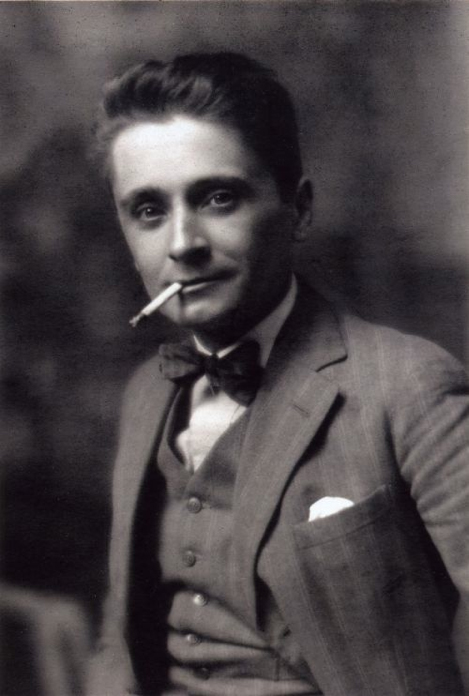
Jean Metzinger
3 november

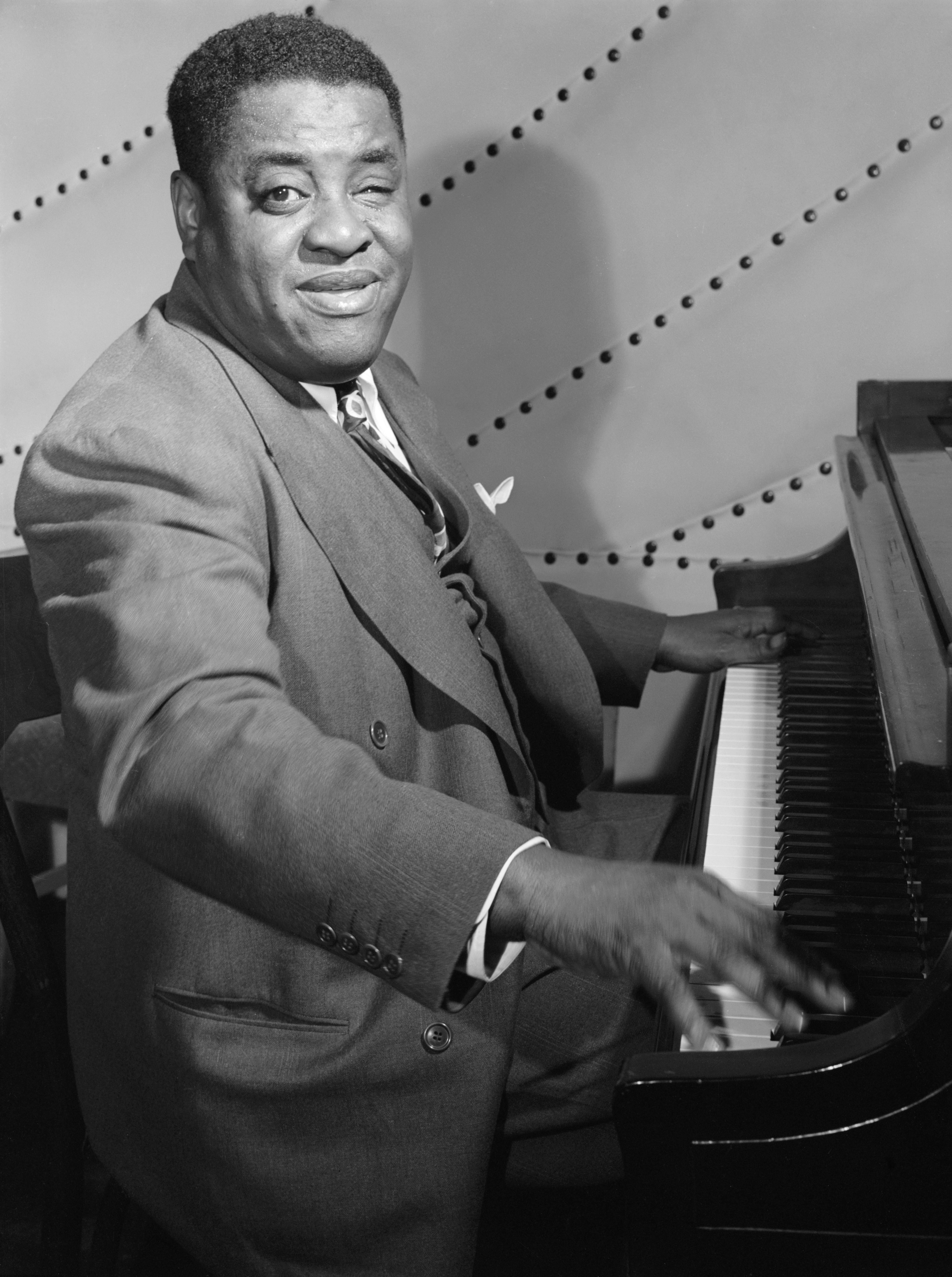
Art Tatum
5 november

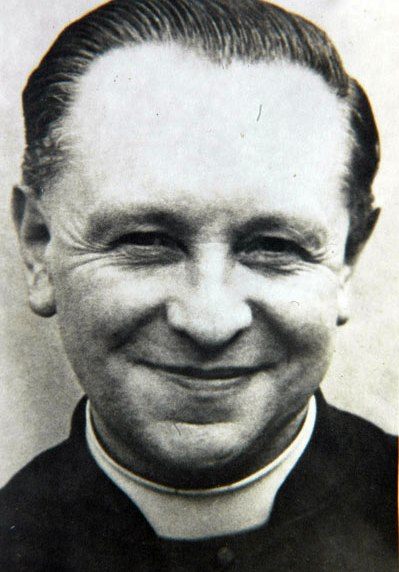
Karel Dubois
17 november

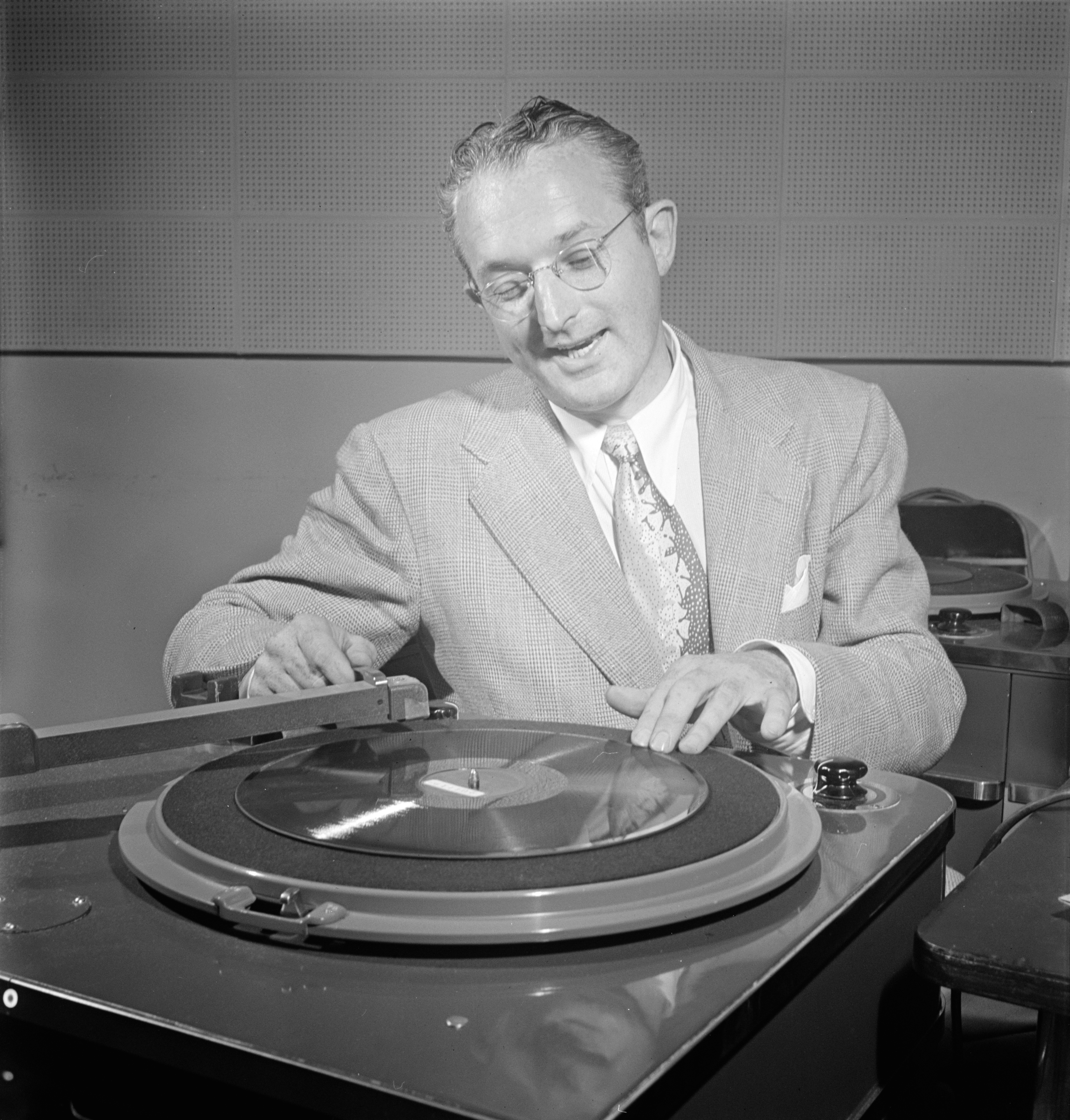
Tommy Dorsey
26 november

| 1 | 2 | 3 | 4 | 5 | 6 | 7 | 8 | 9 | 10 | 11 | 12 | 13 | 14 | 15 | 16 | 17 | 18 | 19 | 20 | 21 | 22 | 23 | 24 | 25 | 26 | 27 | 28 | 29 | 30 |
| - | - | - | - | - | - | - | - | - | -- | -- | -- | -- | -- | -- | -- | -- | -- | -- | -- | -- | -- | -- | -- | -- | -- | -- | -- | -- | -- |

### 1 november
- Pietro Badoglio (85), Italiaans militair en politicus

### 3 november
- Jean Metzinger (73), Frans kunstschilder

### 4 november
- Freddie Dixon (64), Brits motor- en autocoureur

### 5 november
- Hans Stilp jr. (74), Oostenrijks acteur, regisseur en componist
- Art Tatum (47), Amerikaans jazzpianist

### 7 november
- Jean Jacques Engelenburg (75), Nederlands burgemeester

### 9 november
- Hildebrand Gurlitt (61), Duitse kunsthandelaar en - verzamelaar
- Bernardin Shllaku (81), Albanees geestelijke
- Anne van Zijp (71), Nederlands beeldhouwster

### 10 november
- Victor Young (56), Amerikaans filmcomponist

### 11 november
- Hiram Tuttle (73), Amerikaans ruiter
- Welmoet Wijnaendts Francken-Dyserinck (80), Nederlands journaliste en feministe

### 12 november
- Carel Begeer (73), Nederlands edelsmid en ondernemer

### 13 november
- Werner Haas (29), Duits motorcoureur

### 14 november
- Elisabeth van Roemenië (62), lid Roemeense en Griekse koningshuis
- Juan Negrín (64), Spaans politicus

### 17 november
- Karel Dubois (61), Belgisch geestelijke

### 20 november
- Achille Baquet (71), Amerikaans jazzklarinettist en saxofonist
- Jan Haken (44), Nederlands politicus

### 21 november
- Jean Desmet (81), Belgisch-Nederlands ondernemer

### 22 november
- Johan Wichers (69), Nederlands componist en musicus

### 23 november
- Wilhelm Karl von Isenburg (53), Duits genealoog

### 24 november
- Guido Cantelli (36), Italiaans dirigent
- Maurice Van den Boogaerde (69), Belgisch politicus

### 25 november
- Oleksandr Dovzjenko (62), Sovjet-Russisch filmregisseur
- Alberto Guani (79), Uruguayaanse politicus

### 26 november
- Tommy Dorsey (51), Amerikaans orkestleider en musicus

### 27 november
- Pierre Gendron (60), Amerikaans acteur
- Peet Stol (76), Nederlands voetballer

### 28 november
- Julius Caesar de Miranda (50), Surinaams jurist en politicus

### 30 november
- Jean Bergeret (61), Frans militair leider

## December

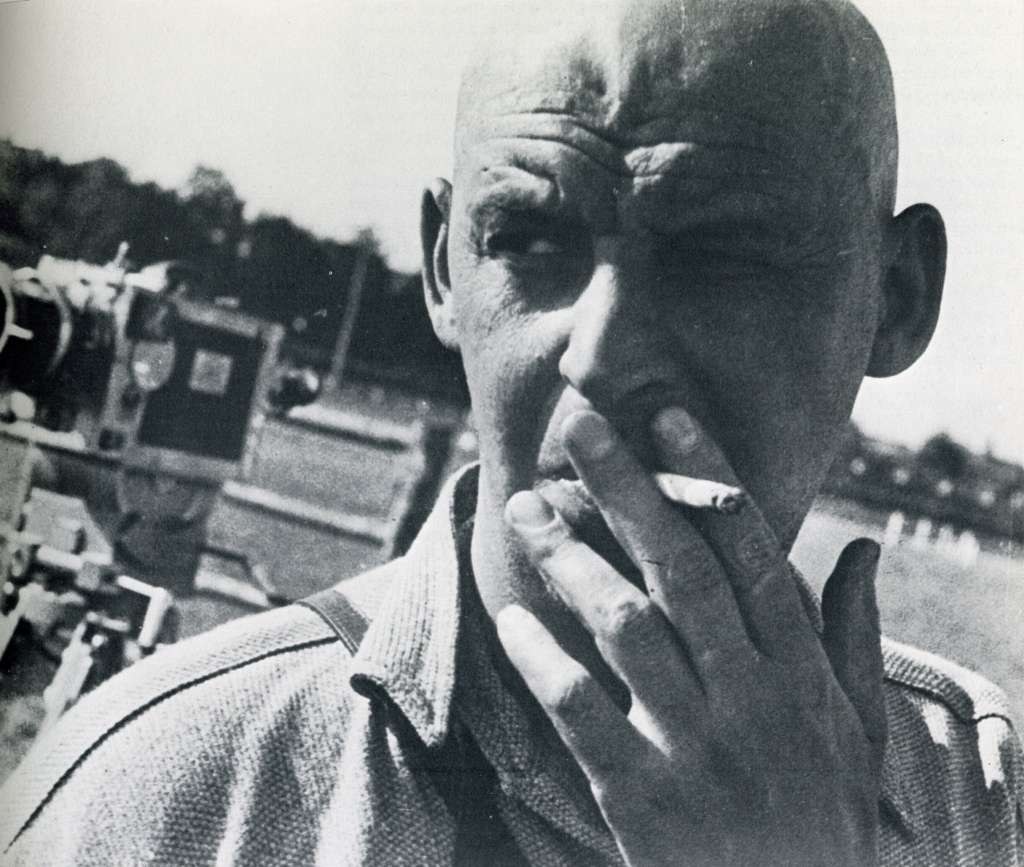
Aleksandr Rodtsjenko
3 december

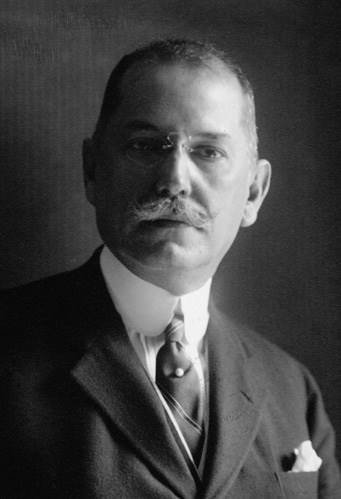
Cosme de la Torriente
7 december

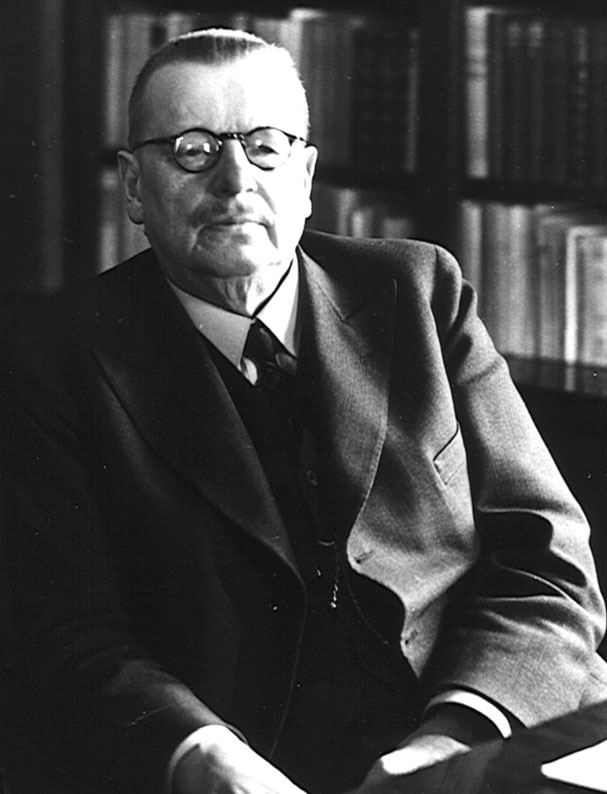
Juho Kusti Paasikivi
14 december

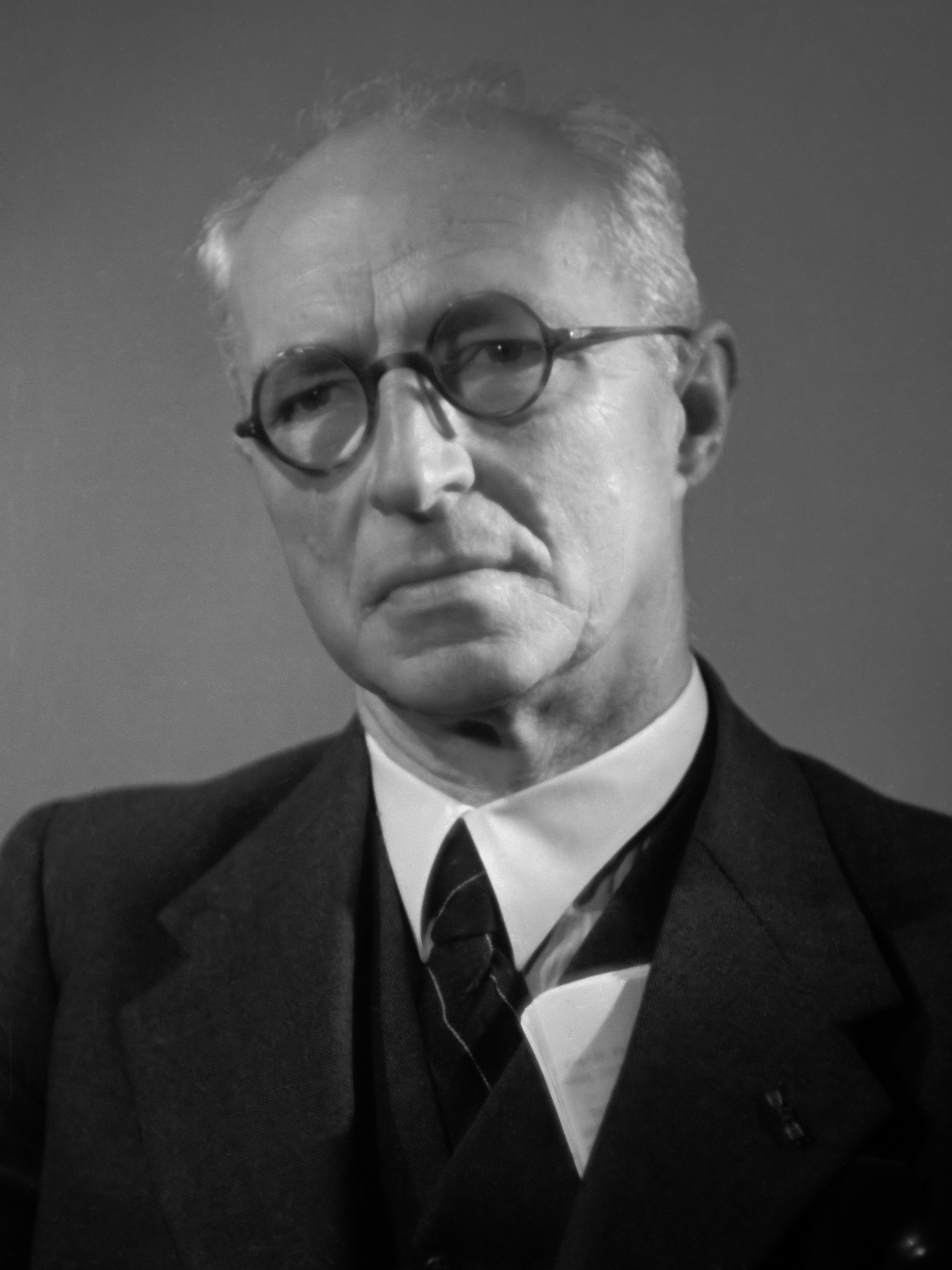
Roelof Kranenburg
27 december

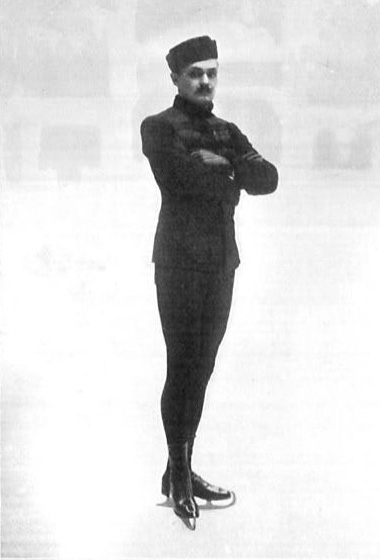
Nikolaj Panin
27 december

| 1 | 2 | 3 | 4 | 5 | 6 | 7 | 8 | 9 | 10 | 11 | 12 | 13 | 14 | 15 | 16 | 17 | 18 | 19 | 20 | 21 | 22 | 23 | 24 | 25 | 26 | 27 | 28 | 29 | 30 | 31 |
| - | - | - | - | - | - | - | - | - | -- | -- | -- | -- | -- | -- | -- | -- | -- | -- | -- | -- | -- | -- | -- | -- | -- | -- | -- | -- | -- | -- |

### 3 december
- Felix Bernstein (78), Duits wiskundige
- Eugène Flagey (79), Belgisch politicus
- Aleksandr Rodtsjenko (65), Russisch kunstenaar

### 7 december
- Theda Mansholt (77), Nederlands pedagoge
- Johannes George Rutgers (76), Nederlands wiskundige en onderwijsbestuurder
- Cosme de la Torriente y Peraza (84), Cubaans militair, diplomaat en politicus

### 8 december
- Edgar Bainton (76), Brits componist
- Marie Louise van Sleeswijk-Holstein (84), lid van de Britse koninklijke familie

### 9 december
- Uriël Birnbaum (64), Oostenrijks dichter en kunstenaar
- Gerrit Willem Theo Dames (47), Nederlands militair

### 11 december
- Vicente Gómez-Zarzuela y Pérez (86), Spaans componist
- Pieter Smidt van Gelder (78), Nederlands kunstverzamelaar

### 12 december
- Lorenzo Perosi (84), Italiaans componist

### 13 december
- Antonio Gelabert (35), Spaans wielrenner
- Jac.J. van Goor (82), Nederlands medailleur
- Remi Van der Vaeren (74), Belgisch politicus

### 14 december
- Juho Kusti Paasikivi (86), Fins politicus

### 15 december
- Henri Kerels (60), Belgisch kunstschilder en graficus

### 20 december
- Hildur Andersen (92), Noors pianiste

### 21 december
- Micheil Gelovani (64), Georgisch acteur
- Albert Kluyskens (71), Belgisch jurist

### 22 december
- Friedrich Trautwein (68), Duits musicoloog

### 23 december
- Josep Puig i Cadafalch (89), Spaans architect

### 24 december
- Vicente Rama (59), Filipijns politicus

### 25 december
- Robert Walser (78), Zwitsers schrijver
- Kees van der Zalm (56), Nederlands voetballer

### 27 december
- Roelof Kranenburg (76), Nederlands politicus
- Nikolaj Panin (84), Russisch kunstschaatser en trainer

### 28 december
- Oskar Olsen (59), Noors schaatser

### 29 december
- Jean Merget (77), Belgisch politicus

## Datum onbekend
- Pak Hon-yong (ca. 56), Noord-Koreaans politicus en activist

1900 ·
1901 ·
1902 ·
1903 ·
1904 ·
1905 ·
1906 ·
1907 ·
1908 ·
1909 ·
1910 ·
1911 ·
1912 ·
1913 ·
1914 ·
1915 ·
1916 ·
1917 ·
1918 ·
1919 ·
1920 ·
1921 ·
1922 ·
1923 ·
1924 ·
1925 ·
1926 ·
1927 ·
1928 ·
1929 ·
1930 ·
1931 ·
1932 ·
1933 ·
1934 ·
1935 ·
1936 ·
1937 ·
1938 ·
1939 ·
1940 ·
1941 ·
1942 ·
1943 ·
1944 ·
1945 ·
1946 ·
1947 ·
1948 ·
1949 ·
1950 ·
1951 ·
1952 ·
1953 ·
1954 ·
1955 ·
1956 ·
1957 ·
1958 ·
1959 ·
1960 ·
1961 ·
1962 ·
1963 ·
1964 ·
1965 ·
1966 ·
1967 ·
1968 ·
1969 ·
1970 ·
1971 ·
1972 ·
1973 ·
1974 ·
1975 ·
1976 ·
1977 ·
1978 ·
1979 ·
1980 ·
1981 ·
1982 ·
1983 ·
1984 ·
1985 ·
1986 ·
1987 ·
1988 ·
1989 ·
1990 ·
1991 ·
1992 ·
1993 ·
1994 ·
1995 ·
1996 ·
1997 ·
1998 ·
1999 ·
2000 ·
2001 ·
2002 ·
2003 ·
2004 ·
2005 ·
2006 ·
2007 ·
2008 ·
2009 ·
2010 ·
2011 ·
2012 ·
2013 ·
2014 ·
2015 ·
2016 ·
2017 ·
2018 ·
2019 ·
2020 ·
2021 ·
2022 ·
2023 ·
2024 ·
2025